# Navy CIS: L.A./Episodenliste

Logo zur Serie

Diese Episodenliste enthält alle Episoden der US-amerikanischen Krimiserie Navy CIS: L.A., sortiert nach der US-amerikanischen Erstausstrahlung. Die Fernsehserie umfasst insgesamt vierzehn Staffeln mit 323 Episoden.

## Übersicht
| Staffel        | Episodenanzahl | Erstausstrahlung USA | Erstausstrahlung USA | Deutschsprachige Erstausstrahlung | Deutschsprachige Erstausstrahlung |
| Staffel        | Episodenanzahl | Staffelpremiere      | Staffelfinale        | Staffelpremiere                   | Staffelfinale                     |
| -------------- | -------------- | -------------------- | -------------------- | --------------------------------- | --------------------------------- |
| Backdoor-Pilot | 2              | 28. April 2009       | 5. Mai 2009          | 25. Oktober 2009                  | 1. November 2009                  |
| 1              | 24             | 22. September 2009   | 25. Mai 2010         | 24. Juli 2010                     | 18. Dezember 2010                 |
| 2              | 24             | 21. September 2010   | 17. Mai 2011         | 8. Januar 2011                    | 2. Oktober 2011                   |
| 3              | 24             | 20. September 2011   | 15. Mai 2012         | 16. Februar 2012                  | 16. September 2012                |
| 4              | 24             | 25. September 2012   | 14. Mai 2013         | 7. April 2013                     | 10. November 2013                 |
| 5              | 24             | 24. September 2013   | 13. Mai 2014         | 5. Januar 2014                    | 2. November 2014                  |
| 6              | 24             | 29. September 2014   | 18. Mai 2015         | 4. Januar 2015                    | 8. November 2015                  |
| 7              | 24             | 21. September 2015   | 2. Mai 2016          | 3. April 2016                     | 16. Oktober 2016                  |
| 8              | 24             | 25. September 2016   | 14. Mai 2017         | 23. Januar 2017                   | 7. Dezember 2017                  |
| 9              | 24             | 1. Oktober 2017      | 20. Mai 2018         | 19. Februar 2018                  | 26. November 2018                 |
| 10             | 24             | 30. September 2018   | 19. Mai 2019         | 6. Januar 2019                    | 8. Dezember 2019                  |
| 11             | 22             | 29. September 2019   | 26. April 2020       | 3. Januar 2020                    | 4. Dezember 2020                  |
| 12             | 18             | 8. November 2020     | 23. Mai 2021         | 7. April 2021                     | 26. November 2021                 |
| 13             | 22             | 10. Oktober 2021     | 22. Mai 2022         | 2. September 2022                 | 21. Dezember 2022                 |
| 14             | 21             | 9. Oktober 2022      | 21. Mai 2023         | 9. Mai 2023                       | 24. November 2023                 |

## Backdoor-Pilot
Navy CIS: L.A. wird während der sechsten Staffel der Serie Navy CIS erstmals ausgestrahlt. In der Pilot-Doppelfolge Legende tritt auch noch die Figur Special Agent Lara Macy, gespielt von Louise Lombard, auf. Nach diesen zwei Folgen wurde sie aber nicht in die Besetzung der Serie übernommen. Die Erstausstrahlung der beiden Pilotfolgen war in den USA am 28. April und 5. Mai 2009 auf CBS zu sehen. Die deutschsprachige Erstausstrahlung zeigte der deutsche Sender Sat.1 am 25. Oktober und 1. November 2009.
| Nr. | Deutscher Titel  | Originaltitel    | Erstausstrahlung USA | Deutschsprachige Erstausstrahlung (D) | Regie               | Drehbuch      |
| --- | ---------------- | ---------------- | -------------------- | ------------------------------------- | ------------------- | ------------- |
| 1 | Legende – Teil 1 | Legend (Part I)  | 28. Apr. 2009        | 25. Okt. 2009                         | Tony Wharmby        | Shane Brennan |
| In Washington wird ein Marinesoldat ermordet und das NCIS-Team entdeckt bei ihren Ermittlungen Verbindungen nach Los Angeles. Der Fall wird dem NCIS-Büro für 'Special Projects’ zugeteilt und Agent Gibbs und McGee reisen nach Los Angeles, um bei der Lösung des Mordes behilflich zu sein.                                                              |                  |                  |                      |                                       |                     |               |
| 2 | Legende – Teil 2 | Legend (Part II) | 5. Mai 2009          | 1. Nov. 2009                          | James Whitmore, Jr. | Shane Brennan |
| In Los Angeles setzen Gibbs und McGee ihre Zusammenarbeit mit einer anderen NCIS-Abteilung fort, um eine Terroristenzelle zu verfolgen. Agent Callen untersucht undercover, während ein Psychologe die Wahrheit über die Beziehung zwischen Gibbs und Agent Macy aufdeckt. Außerdem befürchtet Tony, dass Ziva sich gegenüber dem NCIS nicht loyal verhält. |                  |                  |                      |                                       |                     |               |

## Staffel 1
Die Erstausstrahlung der ersten Staffel war vom 22. September 2009 bis zum 25. Mai 2010 auf dem US-amerikanischen Sender CBS zu sehen. Die deutschsprachige Erstausstrahlung sendete der deutsche Free-TV-Sender Sat.1 vom 24. Juli bis zum 18. Dezember 2010.
| Nr. (ges.) | Nr. (St.) | Deutscher Titel             | Originaltitel      | Erstausstrahlung USA | Deutschsprachige Erstausstrahlung (D) | Regie               | Drehbuch                         |
| --- | --------- | --------------------------- | ------------------ | -------------------- | ------------------------------------- | ------------------- | -------------------------------- |
| 1 | 1         | Operation Dakota            | Identity           | 22. Sep. 2009        | 24. Juli 2010                         | James Whitmore, Jr. | Shane Brennan                    |
| Callen kehrt zum NCIS Büro für Spezielle Projekte zurück, um einen Entführungs-Fall zu lösen. |           |                             |                    |                      |                                       |                     |                                  |
| 2 | 2         | Der einzige leichte Tag     | The Only Easy Day  | 29. Sep. 2009        | 24. Juli 2010                         | Terrence O’Hara     | R. Scott Gemmill                 |
| Als das NCIS-Team den Mord an einem Rauschgifthändler untersucht, endet der Fall mit der persönlichen Beteiligung eines Mannschaft-Mitgliedes. |           |                             |                    |                      |                                       |                     |                                  |
| 3 | 3         | Die Drohne                  | Predator           | 6. Okt. 2009         | 31. Juli 2010                         | Tony Wharmby        | Dave Kalstein                    |
| Während eines Marineinfanteriekorps-Ausbildungstrainings wird ein unbemanntes Luftfahrzeug entwendet, was auch den Tod eines Marinesoldaten mit sich zieht. Die Mannschaft muss diese Drohne ausfindig machen, bevor sie gegen Amerika verwendet werden kann. |           |                             |                    |                      |                                       |                     |                                  |
| 4 | 4         | Beste Beziehungen           | Search and Destroy | 13. Okt. 2009        | 31. Juli 2010                         | Steve Boyum         | Gil Grant                        |
| Das Team wird damit beauftragt, den ehemaligen Marinesoldaten Walton Flynn zu finden, nachdem ein irakischer Unternehmer ermordet wird. Flynn wurde von einem privaten Unternehmen damit beauftragt, diesen Mann zu schützen, und es wird behauptet, dass er den Mann tötete. |           |                             |                    |                      |                                       |                     |                                  |
| 5 | 5         | Die Koreanerin              | Killshot           | 20. Okt. 2009        | 7. Aug. 2010                          | David Barrett       | Shane Brennan                    |
| Als ein Mann tot aufgefunden wird, wird der NCIS damit beauftragt herauszufinden, ob weitere Personen Informationen zu der geheimen Sache hatten, an der der Mann arbeitete. Das NCIS-Team entdeckt, dass ein bekannter Mörder, den Direktor Vance von früher kennt, den Mann ermordete. |           |                             |                    |                      |                                       |                     |                                  |
| 6 | 6         | Tinte in den Adern          | Keepin' It Real    | 3. Nov. 2009         | 14. Aug. 2010                         | Leslie Libman       | Matt Pyken                       |
| Als ein Marinesoldat vom Dach eines Clubs fällt, wird der NCIS herbeigerufen, um seinen Tod zu untersuchen. Sie entdecken, dass er ein Doppelleben geführt hat und sie suchen nach einem Motiv, das zu seinem Tod führte. |           |                             |                    |                      |                                       |                     |                                  |
| 7 | 7         | Alina                       | Pushback           | 10. Nov. 2009        | 21. Aug. 2010                         | Paris Barclay       | Shane Brennan                    |
| Callen findet heraus, warum er vor mehr als sechs Monaten ins Visier genommen wurde, als er den Tod einer jungen russischen Frau untersucht. |           |                             |                    |                      |                                       |                     |                                  |
| 8 | 8         | Paranoid                    | Ambush             | 17. Nov. 2009        | 28. Aug. 2010                         | Rod Holcomb         | Lindsay Sturman                  |
| Der NCIS untersucht den Mord an einem Marinesoldaten, während Hetty an einer Senats-Anhörung teilnimmt. Diese Untersuchung führt das Team zu einer Miliz-Gruppe und gestohlenen Raketen. |           |                             |                    |                      |                                       |                     |                                  |
| 9 | 9         | Das Phantom                 | Random on Purpose  | 24. Nov. 2009        | 4. Sep. 2010                          | Steven DePaul       | Speed Weed                       |
| Als ein Serienmörder in Los Angeles zuschlägt, weckt dies die Aufmerksamkeit von Abby Sciuto. Sie reist aus Washington DC an, um den NCIS zu unterstützen, da sie diesem Mörder früher schon für einige Zeit gefolgt war. |           |                             |                    |                      |                                       |                     |                                  |
| 10 | 10        | Die Last der Schuld         | Brimstone          | 15. Dez. 2009        | 11. Sep. 2010                         | Terrence O’Hara     | R. Scott Gemmill                 |
| Der NCIS muss seine Feiertagsvorbereitungen unterbrechen, um den Tod eines Marinesoldaten durch sein Mobiltelefon zu untersuchen, das explodierte. Sie beginnen zu begreifen, dass sie seine ehemalige Einheit ausfindig machen müssen, um dessen Mitglieder vor weiteren Explosionen zu schützen. |           |                             |                    |                      |                                       |                     |                                  |
| 11 | 11        | Durch die Wand              | Breach             | 5. Jan. 2010         | 18. Sep. 2010                         | Perry Lang          | R. Scott Gemmill & Shane Brennan |
| Als der Obermaat einer Spracheinheit in einem Strip-Club ermordet wird, soll der NCIS die Untersuchung aufnehmen. Dabei trifft das Team auf eine Verbindung in Sams Vergangenheit. Hetty beobachtet, wie das Team mit dem Druck der durch diesen Fall entsteht, zurechtkommt. |           |                             |                    |                      |                                       |                     |                                  |
| 12 | 12        | Aus einem anderen Leben     | Past Lives         | 12. Jan. 2010        | 25. Sep. 2010                         | Elodie Keene        | Dave Kalstein                    |
| Callen will die Ermittlungen in einem Fall allein aufnehmen, bei dem ein Mann ermordet wird, den er zuvor hinter Gitter brachte. Dabei begegnet er einer alten Freundin. |           |                             |                    |                      |                                       |                     |                                  |
| 13 | 13        | Vermisst                    | Missing            | 26. Jan. 2010        | 2. Okt. 2010                          | David Barrett       | Gil Grant & Matt Pyken           |
| Eine Personallehrsitzung wird durch eine 'Agent-braucht-Hilfe'-Aktion unterbrochen. Der NCIS muss nach einem Agenten suchen, der vermisst wird. |           |                             |                    |                      |                                       |                     |                                  |
| 14 | 14        | Der Holländer               | LD50               | 2. Feb. 2010         | 9. Okt. 2010                          | Jonathan Frakes     | Speed Weed & R. Scott Gemmill    |
| Als eine Gruppe von Männern, die Marine-Uniformen tragen, getötet wird, wird der NCIS beauftragt, herauszufinden wer die Männer tötete und wie diese an die Uniformen gelangten. |           |                             |                    |                      |                                       |                     |                                  |
| 15 | 15        | Banküberfall                | The Bank Job       | 9. Feb. 2010         | 16. Okt. 2010                         | Terrence O’Hara     | Dave Kalstein                    |
| Agent Kensi Blye wird in einer Bank angeschossen, und die Schützen halten jetzt die anderen Kunden als Geiseln fest. |           |                             |                    |                      |                                       |                     |                                  |
| 16 | 16        | Die perfekte Tarnung        | Chinatown          | 2. März 2010         | 23. Okt. 2010                         | Alan J. Levi        | Lindsay Sturman                  |
| Der Tod eines Korvettenkapitäns scheint ein Selbstmord zu sein. Doch der NCIS soll untersuchen, ob das streng geheime Projekt, an dem er arbeitete, Unwissenden bekannt wurde. Nate wird damit beauftragt, mit Kensi während dieser Operation zusammenzuarbeiten. |           |                             |                    |                      |                                       |                     |                                  |
| 17 | 17        | Der rasende Blitz           | Full Throttle      | 9. März 2010         | 30. Okt. 2010                         | David Barrett       | Joseph C. Wilson                 |
| Das NCIS-Team untersucht den Tod eines an einem illegalen Autorennen beteiligten Matrosen. |           |                             |                    |                      |                                       |                     |                                  |
| 18 | 18        | Der kleine Bruder           | Blood Brothers     | 16. März 2010        | 6. Nov. 2010                          | Karen Gaviola       | Tim Clemente                     |
| Der NCIS untersucht nach dem Tod eines Marinesoldaten eine mögliche Verbindung zwischen dem Militär und lokalen Gangs. |           |                             |                    |                      |                                       |                     |                                  |
| 19 | 19        | Die letzte Runde            | Hand-to-Hand       | 6. Apr. 2010         | 13. Nov. 2010                         | Paris Barclay       | Matt Pyken                       |
| Sam soll undercover als Kampfsportler ermitteln. Der NCIS untersucht zwischenzeitlich den Mord an einem Marinesoldaten. |           |                             |                    |                      |                                       |                     |                                  |
| 20 | 20        | Die Reichen und die Schönen | Fame               | 27. Apr. 2010        | 20. Nov. 2010                         | Dennis Smith        | Speed Weed                       |
| Das NCIS-Team untersucht in Hettys Auftrag den Mord an einem Marineoffizier, der in Verbindung mit dem Los Angeles Police Department steht. Die Untersuchung führt sie in die Welt der Wohlhabenden von Hollywood. |           |                             |                    |                      |                                       |                     |                                  |
| 21 | 21        | Im Herzen der Stadt         | Found              | 4. Mai 2010          | 27. Nov. 2010                         | James Whitmore, Jr. | R. Scott Gemmill                 |
| Der NCIS bekommt in der laufenden Ermittlung zur Entführung von Dom einen heißen Tipp durch eine Videoverbindung. Das Team findet Dom schließlich in Los Angeles, welcher kurz darauf stirbt, indem er sich zwischen Sam und einen Schützen wirft. |           |                             |                    |                      |                                       |                     |                                  |
| 22 | 22        | Hettys Entscheidung         | Hunted             | 11. Mai 2010         | 4. Dez. 2010                          | Steven DePaul       | Corey Miller                     |
| Während der Überführung eines gefangenen Terroristen durch die Army kann dieser entkommen. Der NCIS wird gebeten, bei der Suche nach dem fehlenden Mann zu helfen. |           |                             |                    |                      |                                       |                     |                                  |
| 23 | 23        | Aufgeflogen                 | Burned             | 18. Mai 2010         | 11. Dez. 2010                         | Steve Boyum         | Dave Kalstein                    |
| Ein Mann nimmt zu Callen Kontakt auf und nennt ihm Informationen aus seiner Vergangenheit, die nicht einmal das NCIS-Team kennt. Im Austausch für mehr Informationen über seine Herkunft muss G. Aufträge für diesen Eugene Keelson erledigen. Als er dann verbotenerweise seine NCIS-Kollegen kontaktiert, wird ein Virus in den Hauptrechner eingespeist, der alle NCIS-Fallakten für Keelson zugänglich macht. |           |                             |                    |                      |                                       |                     |                                  |
| 24 | 24        | Unter Beobachtung           | Callen, G          | 25. Mai 2010         | 18. Dez. 2010                         | Tony Wharmby        | Shane Brennan                    |
| Der getötete Keelson hinterlässt dem Team eine Zugangskarte zu einem Lagerhaus, in dem eine Menge Akten gelagert sind. Das Gebäude fliegt in die Luft, wobei eine Akte gerettet werden kann: Sie beinhaltet Informationen über eine Frau, die angeblich Callens Schwester ist. |           |                             |                    |                      |                                       |                     |                                  |

## Staffel 2
Die Erstausstrahlung der zweiten Staffel war vom 21. September 2010 bis zum 17. Mai 2011 auf dem US-amerikanischen Sender CBS zu sehen. Die deutschsprachige Erstausstrahlung der ersten fünf Folgen sendet der deutsche Free-TV-Sender Sat.1 vom 8. Januar bis zum 5. Februar 2011. Die Folgen sechs bis zehn sendete der österreichische Free-TV-Sender ORF eins vom 13. Februar bis zum 13. März 2011. Schließlich zeigte der Schweizer Free-TV-Sender 3+ vom 19. Juni 2011 bis zum 2. Oktober 2011 die Erstausstrahlung.
| Nr. (ges.) | Nr. (St.) | Deutscher Titel                 | Originaltitel    | Erstausstrahlung USA | Deutschsprachige Erstausstrahlung (D/A/CH) | Regie               | Drehbuch                          |
| --- | --------- | ------------------------------- | ---------------- | -------------------- | ------------------------------------------ | ------------------- | --------------------------------- |
| 25 | 1         | Jagd ohne Ende                  | Human Traffic    | 21. Sep. 2010        | 8. Jan. 2011                               | James Whitmore, Jr. | Shane Brennan                     |
| Deeks verschwindet bei einem Undercover-Einsatz, nachdem seine Partnerin mit einer Autobombe getötet wird. |           |                                 |                  |                      |                                            |                     |                                   |
| 26 | 2         | Die schwarze Witwe              | Black Widow      | 21. Sep. 2010        | 15. Jan. 2011                              | Kate Woods          | Dave Kalstein                     |
| Ein NCIS-Agent wird in Übersee von einem Killerkommando ermordet. Ein Mitglied dieses Kommandos taucht plötzlich in den USA auf. |           |                                 |                  |                      |                                            |                     |                                   |
| 27 | 3         | Wüstenfeuer                     | Borderline       | 28. Sep. 2010        | 22. Jan. 2011                              | Terrence O’Hara     | R. Scott Gemmill                  |
| Vier Marines gelangen bei einer Patrouille nahe der mexikanischen Grenze in einen Hinterhalt, einer stirbt, zwei werden vermisst, nur einer überlebt schwer verletzt. |           |                                 |                  |                      |                                            |                     |                                   |
| 28 | 4         | Der Schmuck der Königin         | Special Delivery | 5. Okt. 2010         | 29. Jan. 2011                              | Tony Wharmby        | Gil Grant                         |
| Ein Marine wird tot in einem Parkhaus gefunden. Ihm wurde die rechte Hand abgetrennt. Der Marine war im Irak stationiert und es gibt Gerüchte, dass er damals antiken Schmuck gestohlen hat, den er nun verkaufen wollte. |           |                                 |                  |                      |                                            |                     |                                   |
| 29 | 5         | Neun Stunden                    | Little Angels    | 12. Okt. 2010        | 5. Feb. 2011                               | Steven DePaul       | Frank Military                    |
| Die Tochter eines Marines ist verschwunden. Kurz darauf erhält dieser ein Video, das zeigt wie seine Tochter lebendig vergraben wird. Dem NCIS-Team bleiben nur 9 Stunden, bis das Mädchen in seinem Grab erstickt. |           |                                 |                  |                      |                                            |                     |                                   |
| 30 | 6         | Wer ist Tracy Keller?           | Standoff         | 19. Okt. 2010        | 13. Feb. 2011 (ORF 1)                      | Dennis Smith        | Joseph C. Wilson                  |
| Tracy Keller war einmal in einem Undercovereinsatz mit Callen als dessen Frau. Nun wird sie erpresst und um Hilfe zu bekommen besetzt sie eine Rekrutierungsstelle der Marine, da sie damit sicher die Aufmerksamkeit des NCIS erlangt. Callen und seinem Team bleibt nur wenig Zeit. |           |                                 |                  |                      |                                            |                     |                                   |
| 31 | 7         | Neue Gesichter                  | Anonymous        | 26. Okt. 2010        | 20. Feb. 2011 (ORF 1)                      | Norberto Barba      | Christina M. Kim                  |
| Ein Regierungsmitarbeiter wird von einem vermeintlichen Polizisten erschossen. Die Spur führt zu Terroristen. |           |                                 |                  |                      |                                            |                     |                                   |
| 32 | 8         | Kopfgeld                        | Bounty           | 9. Nov. 2010         | 27. Feb. 2011 (ORF 1)                      | Felix Alcala        | Dave Kalstein                     |
| Ein Army Officer einer Spezialeinheit, die sich der Suche und Zerschlagung von Terrorzellen verschrieben hat, wird zu Tode gefoltert. |           |                                 |                  |                      |                                            |                     |                                   |
| 33 | 9         | Auch Spione werden alt – Teil 1 | Absolution (1)   | 16. Nov. 2010        | 6. Mär. 2011 (ORF 1)                       | Steven DePaul       | R. Scott Gemmill                  |
| Ein Antiquitätenhändler, der im Besitz eines Buches mit Geheiminformationen über den Kalten Krieg ist, wird ermordet. Dem NCIS-Team wird im Laufe ihrer Untersuchung klar, dass es der Mörder auf das Buch abgesehen hat. Branston Cole, ein alter Freund Hettys aus ihrer aktiven Zeit als Spionin, steht mit dem mysteriösen Buch in Verbindung. Daraufhin sucht Hetty auf eigene Faust nach dem Mörder. |           |                                 |                  |                      |                                            |                     |                                   |
| 34 | 10        | Auch Spione werden alt – Teil 2 | Deliverance (2)  | 23. Nov. 2010        | 13. Mär. 2011 (ORF 1)                      | Tony Wharmby        | Frank Military & Shane Brennan    |
| Nachdem auch Branston Cole ermordet wird, versucht das NCIS-Team das Buch zu finden, um weitere Opfer zu verhindern. Unterdessen erhalten sie Hinweise, dass sowohl die CIA als auch russische Agenten hinter dem Buch her sind. |           |                                 |                  |                      |                                            |                     |                                   |
| 35 | 11        | Geheimes Wissen                 | Disorder         | 14. Dez. 2010        | 19. Juni 2011 (3+)                         | Jonathan Frakes     | David Kalstien & Gill Grant       |
| Bei einer Schießerei ist ein früherer Agent der DIA, der unter einer posttraumatischen Belastungsstörung leidet, der einzige Überlebende. |           |                                 |                  |                      |                                            |                     |                                   |
| 36 | 12        | Projekt Overwatch               | Overwatch        | 11. Jan. 2011        | 15. Sep. 2011 (Sat.1)                      | Karen Gaviola       | Lindsay Sturman                   |
| Beim LAPD wird eine Leiche gestohlen. Die Pathologin Rose konnte jedoch zuvor Proben sicherstellen, die auf ein streng geheimes Navy-Projekt hinweisen. Das Team erfährt, dass das im Test befindliche Projekt Overwatch das neueste entwickelte Überwachungssystem ist. Damit können Personen weltweit auf einen Meter genau per Satellit lokalisiert werden. Jedoch wird es scheinbar bereits missbraucht. |           |                                 |                  |                      |                                            |                     |                                   |
| 37 | 13        | Kalte Zahlen                    | Archangel        | 18. Jan. 2011        | 3. Juli 2011 (3+)                          | Tony Wharmby        | R. Scott Gemmill & Shane Brennan  |
| Im Pentagon wird eine hochgeheime verschlüsselte Datei gestohlen, woraufhin ein Wettlauf mit dem FBI beginnt. Das NCIS-Team kann den Betreiber der Internet-Plattform, der diese Datei veröffentlichen wollte, aufspüren. Allerdings ist dieser schon tot. |           |                                 |                  |                      |                                            |                     |                                   |
| 38 | 14        | Unter Brüdern                   | Lockup           | 1. Feb. 2011         | 10. Juli 2011 (3+)                         | Jan Eliasberg       | Christina M. Kim & Frank Military |
| Sams Freund Moe wird im Gefängnis von einer Gang als Aufnahmeritus verprügelt. Als Sam ihn im Krankenhaus besucht, erfährt er, dass Moe vom NCIS den Auftrag erhalten hat, diese Gang zu infiltrieren, um Informationen über die Terrororganisation „Warriors for Islam“ zu bekommen. Sam wird als Pfleger ins Gefängnis eingeschleust, um Moe zu beschützen und ihn bei seinem Auftrag zu helfen. Sam und Moe planen, gemeinsam mit dem Gangboss auszubrechen, um ihn dann überwachen zu können. Das Team erfährt außerdem, dass Nate, der in der Folge „Wüstenfeuer“ das Team verlassen hatte, schon länger daran arbeitet, Informationen über die Terrororganisation herauszufinden. Dazu arbeitet er im Moment ebenfalls im Gefängnis als Gefängnispsychologe. Callen ist unterdessen wieder auf der Suche nach seiner Vergangenheit. |           |                                 |                  |                      |                                            |                     |                                   |
| 39 | 15        | Alleingänge                     | Tin Soldiers     | 8. Feb. 2011         | 17. Juli 2011 (3+)                         | Terrence O’Hara     | R. Scott Gemmill                  |
| In Callens Haus wird eingebrochen, doch er kann den Einbrecher überwältigen und erfährt, dass der Auftraggeber mit gefälschten Computerchips handeln soll. Callen kommt es gelegen, seine privaten Ermittlungen mit denen vom NCIS zu verbinden. Hetty ist damit zunächst gar nicht einverstanden. Auf diese Computerchips haben es gleich mehrere Käufer abgesehen. |           |                                 |                  |                      |                                            |                     |                                   |
| 40 | 16        | Kurssturz                       | Empty Quiver     | 15. Feb. 2011        | 24. Juli 2011 (3+)                         | James Whitmore      | Dave Kalstein                     |
| Sam und Callen sind undercover als Motorradpolizisten der California Highway Patrol unterwegs. Sie nehmen einen Auftrag des California Gold Taxi Service (eine Verbindung korrupter Cops) an, bei dem sie ein Fahrzeug stoppen und den Fahrer verhaften sollen. Dabei kommt es zu einer Schießerei und ein Truck wird entführt. Es stellt sich heraus, dass der Truck einen Atomsprengkopf geladen hatte. Das Pentagon erhält ein Video, auf dem die Entführer mit dem Einsatz der Atombombe drohen. Hetty vermutet, dass die Terroristen die Bombe gar nicht detonieren lassen wollen. Stattdessen soll durch die Veröffentlichung des Videos ein Börsencrash ausgelöst werden. |           |                                 |                  |                      |                                            |                     |                                   |
| 41 | 17        | Zwei Kugeln                     | Personal         | 22. Feb. 2011        | 7. Aug. 2011 (3+)                          | Kate Woods          | Joseph C. Wilson                  |
| Deeks kommt in einen kleinen Supermarkt und bemerkt, dass der Kassierer von einem Mann mit einer Waffe bedroht wird. Als er versucht ihn zu überwältigen, wird er von einem Komplizen des Gauners mit zwei Schüssen niedergestreckt. Als Callen, Sam und Kensi auf der Suche nach den Hintergründen der Tat sind, laufen sie geradewegs in eine Falle. |           |                                 |                  |                      |                                            |                     |                                   |
| 42 | 18        | Ziel markiert                   | Harm’s Way       | 1. März 2011         | 21. Aug. 2011 (3+)                         | Tony Wharmby        | Shane Brennan                     |
| Sam bekommt von Abdul Habaza eine E-Mail an seine Tarnidentität Hakeem Fayed und wird um ein Treffen gebeten. Abdul will ihn im Jemen sehen. An 'Hakeem Fayed' gingen gefälschte Ausweispapiere und ein Flugticket in den Jemen. Callen wird ihn begleiten und zur Unterstützung ist Nate vor Ort, den Callen im Hotel trifft. Abdul hält den 7-jährigen Sohn eines saudischen Prinzen als Geisel, Sam soll sich um ihn kümmern. Nachdem Abduls Bruder in L.A. entdeckt wurde und Abdul Habaza der Mörder Mo’s und der eigentliche Anführer der Terrorgruppe ist, wird dieser auf der Flucht getötet. Der Junge kann unbeschadet seinem Vater übergeben werden. Nate bleibt im Nahen Osten. |           |                                 |                  |                      |                                            |                     |                                   |
| 43 | 19        | Freund oder Feind               | Enemy Within     | 22. März 2011        | 28. Aug. 2011 (3+)                         | Steven DePaul       | Lindsay Sturman                   |
| Ein spurlos verschwundener Nachrichtenoffizier hat behauptet, dass ein Politiker aus Venezuela eine Bedrohung für Amerika darstellt. Eine Analyse der Aussagen Medinas ergab demnach, dass der eigentlich als pro-amerikanisch eingeschätzte Politiker aus Venezuela ein Problem für die nationale Sicherheit werden könnte. Sam und Callen decken geheime Attentatspläne auf den Politiker auf. Der NCIS versucht, diese Pläne zu durchkreuzen und vor allem den verschwundenen Offizier zu finden. Da er sich äußert bedeckt hält, täuschen sie sogar die Entführung seiner Tochter vor, um ihn aus der Reserve zu locken. |           |                                 |                  |                      |                                            |                     |                                   |
| 44 | 20        | Der Meisterdieb                 | The Job          | 29. März 2011        | 3. Sep. 2011 (3+)                          | Terrence O’Hara     | Frank Military & Christina M. Kim |
| Aus einer Lagerhalle des US-Militärs sollen Gegenstände geraubt werden, aber die Einbrecher lösen Alarm aus und müssen flüchten. Einer wird gefasst und redet. Kensi lässt sich bei Stanley King engagieren, nachdem sie in sein Haus eingebrochen und den Tresor binnen Sekunden geöffnet hat. Seine Partnerin arbeitet bei einem Auktionshaus und fälscht für ihn beispielsweise Frachtbriefe und Herkunftsdokumente. Mit ihrer Hilfe sollen verschiedene Gegenstände (Kunst, Antiquitäten, Waffen) verschoben und illegal gehandelt werden. Zusammen mit Kensi bricht King nochmals in das Depot ein, um die chinesische Jade zu stehlen. Diesmal ist das NCIS natürlich dabei und verhindert den Raub. |           |                                 |                  |                      |                                            |                     |                                   |
| 45 | 21        | Ein letzter Test                | Rocket Man       | 12. Apr. 2011        | 3. Sep. 2011 (3+)                          | Dennis Smith        | Roger Director                    |
| In einer Forschungsanlage für Raumfahrt und Satelliten wird wegen einer Manipulation in der Steuerung der Ingenieur und Firmeninhaber getötet. Die Firma sollte scheitern, die Technologie auf dem Schwarzmarkt verkauft werden. |           |                                 |                  |                      |                                            |                     |                                   |
| 46 | 22        | Plan B                          | Plan B           | 3. Mai 2011          | 18. Sep. 2011 (3+)                         | James Whitmore, Jr. | Dave Kalstein & Joseph C. Wilson  |
| Ein Informant und Jugendfreund Deeks', den er seit einer früheren Undercover-Mission kennt, wird aus der Schutzhaft und mit neuer Identität in die Freiheit entlassen. Nach dem Prozess gegen den Waffenhändler hat man eigens den Tod des Kronzeugen vorgetäuscht. Deeks und Kensi haben ihn zum Flughafen geleitet, damit er nach Miami fliegen kann. Doch er hat sein Ticket eingetauscht und ist abgetaucht. Deeks benutzt eine sehr alte Tarnidentität, um Ray wieder aufzuspüren. |           |                                 |                  |                      |                                            |                     |                                   |
| 47 | 23        | Die Kündigung                   | Imposters (1)    | 10. Mai 2011         | 25. Sep. 2011 (3+)                         | John P. Kousakis    | R. Scott Gemmill                  |
| Ein Mann, der sich als Navy Seal ausgab, wollte eine schmutzige Bombe bauen. Er wurde aber niedergeschlagen und in Brand gesteckt. Er hatte sich als Seal ausgegeben und die Identität eines toten Soldaten benutzt. Deeks bekommt von Hetty das Angebot, als Agent beim N.C.I.S. einzusteigen und seinen Job beim L.A.P.D. zu kündigen. Hetty verhält sich merkwürdig, was Callen dazu verleitet, die Ursache dafür herausfinden zu wollen. Was auch immer es ist bringt Hetty dazu, von ihrem Posten zurückzutreten und nach Prag zu reisen. |           |                                 |                  |                      |                                            |                     |                                   |
| 48 | 24        | Ferne Familie                   | Familia (2)      | 17. Mai 2011         | 2. Okt. 2011 (3+)                          | James Whitmore, Jr. | Shane Brennan                     |
| Hetty sucht in Prag nach der Familie Comescu. Agent Hunter leitet solang die Abteilung, das war ihr Wunsch. An Hettys Haus sind schwer bewaffnete Männer, vermutliche Ex-Militärs. Nach Hettys Kündigung will Director Vance ihr das ausreden und ist persönlich erschienen. Über Operation Comescu darf Callen nicht viel wissen, Vance und Hunter beantworten zunächst keine seiner Fragen. Hetty ist bei der Familie Comescu und übergibt ihnen eine Sterbeurkunde von Callen. |           |                                 |                  |                      |                                            |                     |                                   |

## Staffel 3
Die Erstausstrahlung der dritten Staffel wurde vom 20. September 2011 bis zum 15. Mai 2012 auf dem US-amerikanischen Sender CBS gesendet. Die deutschsprachige Erstausstrahlung war vom 16. Februar bis zum 16. September 2012 auf Sat.1 zu sehen. Die elfte Episode wurde jedoch am 27. Mai 2012 vom Schweizer Sender 3+ erstausgestrahlt. Am 22. Juni 2014 wurde die elfte Folge zum ersten Mal auf Sat.1 ausgestrahlt.
| Nr. (ges.) | Nr. (St.) | Deutscher Titel                      | Originaltitel            | Erstausstrahlung USA | Deutschsprachige Erstausstrahlung (D/CH) | Regie               | Drehbuch                                         | Zuschauer (USA) |
| --- | --------- | ------------------------------------ | ------------------------ | -------------------- | ---------------------------------------- | ------------------- | ------------------------------------------------ | --------------- |
| 49 | 1         | Entscheidung am Schwarzen Meer       | Lange, H. (3)            | 20. Sep. 2011        | 16. Feb. 2012                            | Tony Wharmby        | Shane Brennan                                    | 16,71 Mio.      |
| Hetty ist bei den Comescus in Rumänien, der Rest des Teams bereitet sich auf Hettys Rettung vor. Während Hetty noch versucht hat, die Comescus vom Tod Callens zu überzeugen, um einen lange währenden Konflikt zu beenden, haben diese längst von der Schießerei in Prag erfahren und wissen, dass Callen noch lebt. Callen und Sam entwickeln einen Plan, während Deeks und Kensi das Strandhaus observieren, aber nicht unbeobachtet bleiben. Und dann lauert da, mit jemandem, der ein doppeltes Spiel spielt, noch eine Überraschung auf das Team. |           |                                      |                          |                      |                                          |                     |                                                  |                 |
| 50 | 2         | Die Cyberattacke                     | Cyber Threat             | 27. Sep. 2011        | 23. Feb. 2012                            | Dennis Smith        | R. Scott Gemmill                                 | 16,26 Mio.      |
| Der Computerspezialist Dennis Calder wird entführt. Kurz darauf wird mit einem von ihm entwickelten Programm ein Hackerangriff auf das Verteidigungsministerium gestartet. |           |                                      |                          |                      |                                          |                     |                                                  |                 |
| 51 | 3         | Die Herzdame                         | Backstopped              | 4. Okt. 2011         | 1. März 2012                             | Terrence O’Hara     | Dave Kalstein & Shane Brennan                    | 14,78 Mio.      |
| Auf dem Highway explodiert das Fahrzeug eines Marines. Das Auto ist auf einen Clubbesitzer zugelassen, der vermutlich die Gangs der Stadt dort mit Waffen versorgt. Am Haus des Toten explodiert der Gartenschuppen, aus dem Charles Redman gerade vor einer Bombe flüchtet. Redman ist Türsteher im Winslows Club und beauftragt, Bomben zu bauen. Sam geht Undercover, um Informationen zu erhalten, was das Ziel dieser Bombenanschläge sein soll und wo die Ladungen platziert werden. |           |                                      |                          |                      |                                          |                     |                                                  |                 |
| 52 | 4         | Arabischer Frühling                  | Deadline                 | 11. Okt. 2011        | 8. März 2012                             | Kate Woods          | Gil Grant                                        | 15,40 Mio.      |
| Der Mord an einer Reporterin führt das Team zu einer libyschen Widerstandsgruppe. Bei den Ermittlungen werden die Agenten durch Deeks’ neuen Schützling „Monty“ unterstützt. Währenddessen erfährt Callen von Hetty weitere Details über seine Familie. |           |                                      |                          |                      |                                          |                     |                                                  |                 |
| 53 | 5         | Die schöne Charlene                  | Sacrifice                | 18. Okt. 2011        | 15. März 2012                            | John P. Kousakis    | Joseph C. Wilson                                 | 15,35 Mio.      |
| Bei einer Razzia im Drogenmilieu werden Verbindungen zur al-Qaida entdeckt. Es kommt zu Differenzen zwischen Kensi und einer mexikanischen Polizistin, die aus persönlichen Motiven ebenfalls in dem Fall ermittelt. Sam hingegen wird abgelenkt durch einen privaten Verlust besonderer Art. |           |                                      |                          |                      |                                          |                     |                                                  |                 |
| 54 | 6         | Der einsame Wolf                     | Lone Wolf                | 25. Okt. 2011        | 22. März 2012                            | James Whitmore, Jr. | Christina M. Kim                                 | 15,89 Mio.      |
| Der Mord an einer ehemaligen Offizierin der Navy stellt das Team vor ein Rätsel, als sich deren Engagement in der Entwicklungshilfe als pure Fassade entpuppt. Kann ein alter Bekannter Hettys, der ihr einst das Leben rettete, Licht ins Dunkel bringen? |           |                                      |                          |                      |                                          |                     |                                                  |                 |
| 55 | 7         | Maeko                                | Honor                    | 1. Nov. 2011         | 5. Apr. 2012                             | Tony Wharmby        | Jordana Lewis Jaffe & R. Scott Gemmill           | 15,52 Mio.      |
| Eine Japanerin lebt illegal in den Vereinigten Staaten. Ihr Vater versucht sie gegen ihren Willen nach Japan zurückzuholen. |           |                                      |                          |                      |                                          |                     |                                                  |                 |
| 56 | 8         | Tödliches Gold                       | Greed                    | 8. Nov. 2011         | 12. Apr. 2012                            | Jan Eliasberg       | Frank Military                                   | 15,66 Mio.      |
| Das Team verfolgt zusammen mit einem Agenten der CIA eine Gruppe von Terroristen aus dem Sudan, welche einen Anschlag mit Uran-Staub in den USA verüben wollen. Dabei kommt heraus, dass Sam seit einiger Zeit Mitglied einer Task-Force ist, welche im Sudan operiert. |           |                                      |                          |                      |                                          |                     |                                                  |                 |
| 57 | 9         | Herz und Verstand                    | Betrayal                 | 15. Nov. 2011        | 19. Apr. 2012                            | Karen Gaviola       | Frank Military                                   | 15,15 Mio.      |
| Sam kehrt in den Sudan zurück, um weiter der CIA zu helfen. Drei Agenten werden verraten und von der dortigen Regierung getötet. Um Sam zu finden, fliegt auch Callen in den Sudan und findet Sam. Dieser ist in einer innigen Beziehung zur Schwester des Präsidenten und will daher um jeden Preis die Verbrechen der Regierung aufdecken. |           |                                      |                          |                      |                                          |                     |                                                  |                 |
| 58 | 10        | Zwei Arten Schuld                    | The Debt                 | 22. Nov. 2011        | 26. Apr. 2012                            | Steven DePaul       | Dave Kalstein                                    | 14,10 Mio.      |
| Deeks landet nach einer inszenierten Suspendierung, auch weil die Polizei meint keinen Cop für den NCIS abzustellen, für kurze Zeit wieder beim L.A.P.D. und soll dort einen Maulwurf aufdecken. |           |                                      |                          |                      |                                          |                     |                                                  |                 |
| 59 | 11        | Wenn die Lichter ausgehen            | Higher Power             | 13. Dez. 2011        | 27. Mai 2012                             | Kevin Bray          | Joe Sachs                                        | 16,40 Mio.      |
| Kurz vor Weihnachten in L.A. In einer Forschungsanlage wird eine Art EMP-Kanone gestohlen, eine Waffe genannt Flusskompressionsgenerator. Zwar hat der Professor den FLUX selbst gestohlen, aber er wurde nun wiederum bestohlen und die Waffe ist in falschen Händen eine riesige Gefahr für den Großraum L.A. Sam ist total im Stress, weil er unbedingt noch ein wichtiges und besonderes Geschenk zu bekommen versucht. Dann wird auch noch ein zweites Mal im Labor eingebrochen und dieses Mal ein Vircator gestohlen. Damit könnte man mit Mikrowellen für mehrere Wochen einen Stromausfall erzeugen. Es beginnt ein Rennen gegen die Zeit, um die EMP-Waffe und um ein Parker Pony … |           |                                      |                          |                      |                                          |                     |                                                  |                 |
| 60 | 12        | Geschichte ohne Happy End            | The Watchers             | 3. Jan. 2012         | 3. Mai 2012                              | Tony Wharmby        | R. Scott Gemmill                                 | 17,08 Mio.      |
| Das Team macht Bekanntschaft mit dem neuen Assistent Director Owen Granger. Und dieser schickt Nell Jones direkt in einen Undercover-Einsatz. Der NCIS soll den Mord eines Wissenschaftlers untersuchen, der für das Verteidigungsministerium gearbeitet hat. Über eine Entsorgungsfirma wurden umfangreich streng geheime Akten abgefangen und nicht vernichtet. |           |                                      |                          |                      |                                          |                     |                                                  |                 |
| 61 | 13        | Jada                                 | Exit Strategy            | 10. Jan. 2012        | 10. Mai 2012                             | Dennis Smith        | Gregory Weidman                                  | 16,77 Mio.      |
| Anschlag auf eine wichtige Zeugin in einem Prozess am Internationalen Gerichtshof. Der Ex-Gouverneur steht unter Verdacht, diesen selbst verübt zu haben. |           |                                      |                          |                      |                                          |                     |                                                  |                 |
| 62 | 14        | Partner                              | Partners                 | 7. Feb. 2012         | 8. Juli 2012                             | Eric Laneuville     | Gil Grant & Dave Kalstein                        | 16,27 Mio.      |
| Sam und Callen feiern ihre 5-jährige Partnerschaft. Während einer Ermittlung des laufenden Falls wird ihre Partnerschaft auf die Probe gestellt. Außerdem kehrt der Assistant Director Owen Granger zurück. |           |                                      |                          |                      |                                          |                     |                                                  |                 |
| 63 | 15        | Das Chamäleon                        | Crimeleon                | 14. Feb. 2012        | 15. Juli 2012                            | Terrence O’Hara     | Frank Military                                   | 16,15 Mio.      |
| Ein rücksichtsloser Killer ist wieder da und zieht eine Spur der Gewalt durch verschiedene Länder. Durch wechselnde Identitäten konnte er dem Gefängnis entrinnen. Statt seiner wurde ein anderer inhaftiert und beteiligte Personen mit viel Schmiergeld gut bezahlt. |           |                                      |                          |                      |                                          |                     |                                                  |                 |
| 64 | 16        | Agent Blye – Teil 1                  | Blye, K.                 | 21. Feb. 2012        | 22. Juli 2012                            | Jonathan Frakes     | Joseph C. Wilson                                 | 15,47 Mio.      |
| Kensi steht unter Mordverdacht. Granger erhebt schwere Vorwürfe, ihre Kollegen setzen alles daran, diese zu entkräften und die Anschuldigungen zu widerlegen. Dabei treffen sie auf einen alten Bekannten ihres Vaters, der bei einem Treffen mit ihr aus dem Hinterhalt niedergeschossen wird. |           |                                      |                          |                      |                                          |                     |                                                  |                 |
| 65 | 17        | Agent Blye – Teil 2                  | Blye, K., Part 2         | 28. Feb. 2012        | 29. Juli 2012                            | Terrence O’Hara     | Dave Kalstein                                    | 15,85 Mio.      |
| Fortsetzung: Auch Kensi wurde beschossen, blieb aber dank schusssicherer Weste unverletzt. Sie konnte den Schützen überwältigen und dessen Auto stehlen. Das Navi des Fahrzeugs ist auf ein Ziel programmiert. Es führt sie direkt zum Wohnhaus ihrer Mutter. Deeks soll sie beschützen. |           |                                      |                          |                      |                                          |                     |                                                  |                 |
| 66 | 18        | Der Drache und die Fee               | The Dragon and the Fairy | 20. März 2012        | 5. Aug. 2012                             | Tony Wharmby        | Joe Sachs                                        | 16,17 Mio.      |
| Ein junger Vietnamese wird aus einem Fahrzeug heraus beschossen, bevor er sich auf dem Gelände der Botschaft in Sicherheit bringen kann. |           |                                      |                          |                      |                                          |                     |                                                  |                 |
| 67 | 19        | Die Ehre der SEALs                   | Vengeance                | 27. März 2012        | 12. Aug. 2012                            | Frank Military      | James Whitmore, Jr.                              | 14,75 Mio.      |
| Vieles deutet darauf hin, dass eine Gruppe SEALs jemanden brutal umgebracht haben. Sam glaubt, dass mehr dahintersteckt, weil er weiß, dass SEALs niemals ohne Grund töten. Und er hat recht. |           |                                      |                          |                      |                                          |                     |                                                  |                 |
| 68 | 20        | Der Bombenleger                      | Patriot Acts             | 10. Apr. 2012        | 19. Aug. 2012                            | Dennis Smith        | Jordana Lewis Jaffe                              | 12,86 Mio.      |
| Ein Auffahrunfall führt zur Bombenexplosion auf der Ladefläche eines Trucks. Der Verdächtige gibt an, einen Anschlag verhindert zu haben. |           |                                      |                          |                      |                                          |                     |                                                  |                 |
| 69 | 21        | Das Spiel mit dem Tod                | Touch of Death           | 1. Mai 2012          | 26. Aug. 2012                            | Tony Wharmby        | Michele Fazekas, Tara Butters & R. Scott Gemmill | 15,21 Mio.      |
| Das NCIS Los Angeles Team arbeitet mit Mitgliedern der Spezial Task Force des Gouverneurs von Hawaii zusammen, um einen tödlichen Zwischenfall zu verhindern. Jede Sekunde zählt. |           |                                      |                          |                      |                                          |                     |                                                  |                 |
| 70 | 22        | Die lieben Nachbarn                  | Neighborhood Watch       | 8. Mai 2012          | 2. Sep. 2012                             | Robert Florio       | Christina M. Kim                                 | 14,56 Mio.      |
| Deeks und Kensi arbeiten undercover als Mann und Frau. Sie wollen einen Schläfer enttarnen. |           |                                      |                          |                      |                                          |                     |                                                  |                 |
| 71 | 23        | Die Rückkehr des Chamäleons – Teil 1 | Sans Voir                | 15. Mai 2012         | 9. Sep. 2012                             | Terrance O’Hara     | Shane Brennan                                    | 15,19 Mio.      |
| Zwei Angestellte eines Waffenladens sind tot, dort droht ein Undercover-Einsatz von Agent Renko aufzufliegen. Zunächst noch gerettet wird er hinterrücks erschossen. Aber zuvor konnten noch Informationen zu einem bevorstehenden Waffengeschäft erlangt werden. Wann und wo dieser Handel stattfinden soll, weiß der NCIS aber nicht. Als sie bei einer vermutlichen Übergabe nur ein paar Studenten treffen, die sich aufgrund einer Kleinanzeige zum Kisten verladen gemeldet haben, erhärtet sich der Verdacht, dass das „Chamäleon“ dahintersteckt. Dieser hat zudem Agent Hunter in seiner Gewalt und tötet sie durch eine Sprengung des Fahrzeugs.                                    |           |                                      |                          |                      |                                          |                     |                                                  |                 |
| 72 | 24        | Die Rückkehr des Chamäleons – Teil 2 | Sans Voir, Part II       | 15. Mai 2012         | 16. Sep. 2012                            | Terrance O’Hara     | Shane Brennan                                    | 15,19 Mio.      |
| Callen kann es nicht fassen: Das „Chamäleon“ kommt frei und bekommt 50 Mio. Dollar für die Freilassung eines NSA-Agenten. Außerdem kommt er straffrei für die Morde an Agent Renko und Hunter davon. Bei der Übergabe der Geisel wird Callen innerlich so wütend, dass er seine Waffe zieht und eiskalt Selbstjustiz verübt: Er erschießt das „Chamäleon“ mit 6 Kugeln und wird daraufhin verhaftet. |           |                                      |                          |                      |                                          |                     |                                                  |                 |

## Staffel 4
Die Erstausstrahlung der vierten Staffel war vom 25. September 2012 bis zum 14. Mai 2013 auf dem US-amerikanischen Sender CBS zu sehen. Die deutschsprachige Erstausstrahlung sendet der deutsche Free-TV-Sender Sat.1 vom 7. April bis zum 10. November 2013.
| Nr. (ges.) | Nr. (St.) | Deutscher Titel         | Originaltitel       | Erstausstrahlung USA | Deutschsprachige Erstausstrahlung (D) | Regie               | Drehbuch                       | Zuschauer (USA) |
| --- | --------- | ----------------------- | ------------------- | -------------------- | ------------------------------------- | ------------------- | ------------------------------ | --------------- |
| 73 | 1         | Codename Cherokee       | Endgame             | 25. Sep. 2012        | 7. Apr. 2013                          | Terrence O’Hara     | Shane Brennan                  | 16,74 Mio.      |
| Die in der abschließenden Episode der dritten Staffel gezeigte Tötung durch G. Callen erweist sich als Trick des NCIS, um die Iraner davon überzeugen zu können, dass die von Atley in Umlauf gebrachten Dokumente falsch sind, und Cherokee sehr wohl ein Spion ist. Hettys Kündigung ist ebenfalls ein Teil dieses Täuschungsmanövers, sie übernimmt am Ende der Folge erneut die Leitung des Teams. Auch wird erwähnt, die Leiche eines Helfers der Iraner sei im Meer, unweit von Hettys Segeljacht, gefunden worden. Es wird klargemacht, dass Hetty ihren Erzfeind aus alten Zeiten somit aus dem Weg geräumt hat, die offizielle Erklärung lautet jedoch „getötet bei einer Auseinandersetzung mehrerer feindlicher Agenten“. |           |                         |                     |                      |                                       |                     |                                |                 |
| 74 | 2         | Die Ehemaligen          | Recruit             | 2. Okt. 2012         | 14. Apr. 2013                         | James Whitmore, Jr. | R. Scott Gemmill               | 15,82 Mio.      |
| Bei einem Drohnenangriff in Afghanistan wird Marine David Adams getötet. Al-Ahmadi (aka Tripple A), ein bekannter Terrorist, konnte im letzten Augenblick entkommen. Adams ist aber seit 18 Monaten pensioniert. Laut den Fluginformationen ist er über viele Stationen Europas nach Abu Dhabi geflogen. Wie er nach Afghanistan kam, ist nicht bekannt. Das NCIS stößt auf eine Scheinfirma, die Terroristen gegründet haben. Dort wurden ehemalige Marines und weitere Personen eingestellt und in den Nahen Osten geflogen, dort gefangen genommen und gefoltert. |           |                         |                     |                      |                                       |                     |                                |                 |
| 75 | 3         | Der fünfte Mann         | The Fifth Man       | 9. Okt. 2012         | 21. Apr. 2013                         | John P. Kousakis    | Dave Kalstein                  | 15,61 Mio.      |
| In einen stillgelegten Diner sind vier von fünf Teilnehmern der Gruppe E1 des Programms „Wide Awake“ des NCIS-Nachrichtendienstes zu einem vermeintlichen Treffen eingeladen. Kurz darauf wird das Restaurant in die Luft gesprengt. Das Programm, an dem die Gruppe gearbeitet hat, soll mögliche Vorhersagen für Terroranschläge machen können. |           |                         |                     |                      |                                       |                     |                                |                 |
| 76 | 4         | Die Kandidatin          | Dead Body Politic   | 23. Okt. 2012        | 28. Apr. 2013                         | Tony Wharmby        | Jordana Lewis Jaffe            | 15,84 Mio.      |
| Ein Wahlkampfhelfer der kandidierenden Senatorin wird nachts gezielt mit dem Auto überfahren. Da es ein Fall für die nationale Sicherheit werden könnte, ermittelt der NCIS. Er hatte offenbar vor, das Unterstützerteam zu verlassen. Und er hatte Hinweise auf Morddrohungen in der Post gefunden. Darüber wollte er mit ihr reden, doch dazu kam es nicht mehr. |           |                         |                     |                      |                                       |                     |                                |                 |
| 77 | 5         | Die Spur des Pudels     | Out of the Past (1) | 30. Okt. 2012        | 5. Mai 2013                           | Dennis Smith        | Frank Military                 | 15,93 Mio.      |
| Sam ereilt mitten in der Nacht der Anruf eines ehem. Seal Kameraden Frank Turner. Am vereinbarten Treffpunkt findet er seine Leiche. Er beging nur scheinbar Selbstmord, er war erhängt an der Decke des Lofts, aber weit und breit keine Leiter in der Nähe. Er hinterließ nichts, außer einem Pudel. Der Anruf war programmiert und sollte Sam erreichen, für den Fall, dass Turner etwas zustößt. Dieser hat zuletzt für die CIA gearbeitet und einige Erkenntnisse gewonnen, die er nur über codierte Chiffren gezielt an Sam übermittelt. Der Pudel soll den NCIS zum Sohn eines russischen Agentenpaares führen. Die Eltern sind Schläfer und halten, ebenso wie weitere Schläferagenten, eine Atombombe versteckt. Es besteht damit eine Gefahr für die nationale Sicherheit. |           |                         |                     |                      |                                       |                     |                                |                 |
| 78 | 6         | Quinn                   | Rude Awakenings (2) | 13. Nov. 2012        | 12. Mai 2013                          | Karen Gaviola       | Frank Military                 | 15,90 Mio.      |
| Vom NCIS koordiniert findet zeitgleich an den verbleibenden sieben Orten im Land eine Erstürmung der verdächtigen Wohnungen der alten russischen Schläfer von Turners Liste statt. Doch alle wurden zuvor gefoltert, getötet und die Häuser nach den versteckten Atombomben durchsucht. Waffenhändler Sidorov hat sieben Teams losgeschickt, und während das NCIS auf der Suche nach ihm und möglichen Komplizen ist, hat dieser mindestens eine der Nuklearwaffen in seiner Gewalt. Mit CIA-Agent Snyder wird ein ausgeklügelter Plan ausgearbeitet, die nur wenigen bekannte „Quinn“ in Sidorovs Umfeld einzuschleusen. Schließlich müssen sie erfahren, wohin die Waffen verkauft werden. „Quinn“ ist ein Mitglied der damaligen Task Force. Sam und sie haben sich dabei ineinander verliebt und später geheiratet. Als er schon kurze Zeit später nichts mehr von ihr gehört hat und am Strand eine Leiche angespült wird, befürchtet Sam das Schlimmste. Sam nimmt sich dort erst einmal Snyder zur Brust, dem aufgrund seiner Äußerungen die Tragweite dieser Operation scheinbar nicht so ganz klar ist. |           |                         |                     |                      |                                       |                     |                                |                 |
| 79 | 7         | Die größte Welle        | Skin Deep           | 20. Nov. 2012        | 26. Mai 2013                          | Paul A. Kaufman     | Gil Grant                      | 15,79 Mio.      |
| Kevin Stone, der bei einem Verkehrsunfall bereits lebensgefährliche Verletzungen erlitt, wird beim Transport mit dem Rettungswagen endgültig getötet. Dieser trug ein Implantat im Bauch, das der Mörder im Krankenwagen mit dem Messer herausoperiert hat. Das hat auch jemand zufällig mit seinem Smartphone gefilmt. Dieser Zeuge versteckt sich, flüchtet und nennt falsche Verdächtige. Das hochgeladene Video ist nicht geeignet zur Identifikation, das Original-Video bringt einen Durchbruch. Die Spuren von [Kaolin] am Tatort führen zu einer Töpferwerkstatt, in der der Mörder arbeitet. |           |                         |                     |                      |                                       |                     |                                |                 |
| 80 | 8         | Opfer und Geheimnisse   | Collateral          | 27. Nov. 2012        | 2. Juni 2013                          | Kate Woods          | Cheo Hodari Coker              | 15,63 Mio.      |
| In seinem Strandhaus in Malibu wird der ehemalige CIA-Agent Potter durch einen Anschlag getötet. Gerade als das Team darüber informiert wurde, verschwindet Hetty erst einmal, ohne ein Wort zu sagen. Potter, Hetty und einem Foto nach, auch Assistent Director Owen Granger, hatten eine gemeinsame Vergangenheit in den 80er Jahren in Pakistan. Da Potter vor seinem Tod noch Besuch zweier Callgirls hatte, geht der NCIS diesem Escort Service nach. Die Damen waren engagiert, um ihm das manipulierte Feuerzeug unterzuschieben. Nun beginnt die Suche nach den Auftraggebern, die es möglicherweise nicht nur auf Potter abgesehen haben. Nach dessen Ermordung hat Hetty ein weiteres CIA-Mitglied angerufen, zusammen haben sich die drei in ein sicheres Haus begeben, um einem möglichen Attentat auf ein weiteres Teammitglied zu entgehen. |           |                         |                     |                      |                                       |                     |                                |                 |
| 81 | 9         | Am Ende des Regenbogens | The Gold Standard   | 11. Dez. 2012        | 9. Juni 2013                          | Tony Wharmby        | Joseph C. Wilson               | 15,57 Mio.      |
| Ein Werttransporter wird am helllichten Tag mit massiver Waffengewalt von kostümierten Räubern überfallen und die Ladung Goldbarren im Wert von ca. 70 Millionen Dollar geraubt. Einer der Beteiligten wird dann ziemlich schnell tot aufgefunden. Da jeder Komplize weniger mehr Beute für die verbliebenen bedeutet, dezimiert sich die Gruppe sozusagen nach und nach von selbst. Dann findet das Team überraschend leicht einen Transporter mit Goldbarren, doch die waren gefälscht. |           |                         |                     |                      |                                       |                     |                                |                 |
| 82 | 10        | Die Spinat-Spur         | Free Ride           | 18. Dez. 2012        | 16. Juni 2013                         | Jonathan Frakes     | Tim Clemente & R. Scott Gemmil | 15,56 Mio.      |
| In der Weihnachtszeit wird auf einem Flugzeugträger der US Navy ein NCIS-Special-Agent ermordet. Und so wird, eine Woche vor dem Fest, Weihnachten warten müssen. Das Team fliegt zur Ermittlung auf das Schiff. Der Agent war demnach kurz davor, illegale Drogengeschäfte auf dem Schiff aufdecken. |           |                         |                     |                      |                                       |                     |                                |                 |
| 83 | 11        | Die scharfe Cousine     | Drive               | 8. Jan. 2013         | 23. Juni 2013                         | Steven DePaul       | Joe Sachs                      | 15,78 Mio.      |
| In der Nacht erhält Deeks einen Anruf von Jenny – einer Obdachlosen, die einem Autoschieberring auf die Spur gekommen ist. Während des Telefonates wird sie gekidnappt. Um Licht in die Sache zu bringen, suchen sie einen „Bekannten“ auf, welcher Autos ausschlachtet und überreden ihn, Kensi als seine Cousine in eine zweifelhafte Autowerkstatt einzuschleusen. |           |                         |                     |                      |                                       |                     |                                |                 |
| 84 | 12        | Gewebe und Knochen      | Paper Soldiers      | 15. Jan. 2013        | 18. Aug. 2013                         | Terrence O’Hara     | Jordana Lewis Jaffe            | 15,93 Mio.      |
| Weil die Witwe des gefallenen Lt. Prietto Zweifel an der Todesursache ihres Mannes hat, lässt sie einen Privatdetektiv ermitteln. Dieser gelangt zwar in den Besitz des Autopsie-Berichtes, wird aber kurz darauf getötet. Es besteht zumindest kein Grund zur Annahme, dass an den Darstellungen in den Akten etwas falsch sei. Die Todesursache waren Schussverletzungen, die er bei einem Hinterhalt an der pakistanisch-afghanischen Grenze erlitten hat. Die Witwe stellt beim Besuch der Rechtsmediziner klar, dass ihr Mann kein Gewebespender war, wie es in der Akte vermerkt war, sondern er sich zu Lebzeiten klar dagegen ausgesprochen hat. Ein involviertes Bestattungsunternehmen hat reihenweise Akten gefälscht, Gewebe und Knochen entnommen und diese illegal auf dem Schwarzmarkt verkauft. |           |                         |                     |                      |                                       |                     |                                |                 |
| 85 | 13        | Der Auserwählte         | The Chosen One      | 29. Jan. 2013        | 1. Sep. 2013                          | Paul A. Kaufman     | Cheo Hodari Coker              | 16,04 Mio.      |
| Eine Gruppe Terroristen plant einen Sprengstoffanschlag. Aus Tschetschenien fliegt ein Komplize ein, der kurzerhand verhaftet wird und dessen Platz von Agent Callen eingenommen wird, um sich in diese Terrorgruppe einzuschleusen. Durch ein kleines Detail verrät er sich allerdings und wird mit angelegtem Sprengstoffgürtel an der explosiven Mischung fest gekettet. |           |                         |                     |                      |                                       |                     |                                |                 |
| 86 | 14        | Kill House              | Kill House          | 5. Feb. 2013         | 25. Aug. 2013                         | Larry Teng          | Dave Kalstein                  | 16,08 Mio.      |
| Nachdem die Mission einer taktischen NCIS-Spezialeinheit zuvor durch einen Hinterhalt scheiterte, ermitteln Callen, Sam, Kensi und Deeks undercover, um das Leck ausfindig zu machen. Während der Ermittlungen gerät Nell jedoch in die Hände der Verräter und kann nur durch einen starken Zusammenhalt des Teams gerettet werden. |           |                         |                     |                      |                                       |                     |                                |                 |
| 87 | 15        | Die menschliche Bombe   | History             | 19. Feb. 2013        | 8. Sep. 2013                          | James Whitmore, Jr. | Scott Sullivan                 | 16,09 Mio.      |
| Das NCIS Team wird zufällig auf eine alte Terrorgruppe mit dem Namen Gun Barrel Party aufmerksam. Im Laufe der Ermittlungen stoßen sie auf den Geschichts-Dozenten Roy Hale, der sich auch mit den Taten der Gun Barrel Party beschäftigt hat. Was sie nicht wissen: er ist ein totgeglaubtes Mitglied dieser Gruppierung. |           |                         |                     |                      |                                       |                     |                                |                 |
| 88 | 16        | Eine Frage der Ehre     | Lohkay              | 26. Feb. 2013        | 15. Sep. 2013                         | Diana C. Valentine  | Joseph C. Wilson               | 16,15 Mio.      |
| In Afghanistan gewährte Yusef Sam ein sogenanntes Lohkay. Als schließlich Yusefs Neffe Amir verschwindet, ist es für Sam Zeit, sich zu revanchieren. Während Sam Yusef an seinem Arbeitsplatz besucht, werden sie aus einem fahrenden Auto beschossen. Als Amir dann wieder auftaucht, ist alles wieder gut. Glauben sie. Doch Amir wurde nur entführt, um an Sam heranzukommen. Das Team kann Sam gerade noch retten. |           |                         |                     |                      |                                       |                     |                                |                 |
| 89 | 17        | Sidorovs Rückkehr       | Wanted              | 5. März 2013         | 22. Sep. 2013                         | Chris O’Donnell     | R. Scott Gemmill               | 16,16 Mio.      |
| 90 | 18        | Team Red – Teil 1       | Red – Part 1        | 19. März 2013        | 6. Okt. 2013                          | Tony Wharmby        | Shane Brennan                  | 16,19 Mio.      |
| 91 | 19        | Team Red – Teil 2       | Red – Part 2        | 26. März 2013        | 13. Okt. 2013                         | Tony Wharmby        | Shane Brennan                  | 16,11 Mio.      |
| 92 | 20        | Zyanid                  | Purity              | 9. Apr. 2013         | 29. Sep. 2013                         | Eric Laneuville     | Joe Sachs                      | 16,01 Mio.      |
| 93 | 21        | Die Musik des Todes     | Resurrection        | 23. Apr. 2013        | 20. Okt. 2013                         | Eric A. Pot         | Gil Grant & Dave Kalstein      | 15,92 Mio.      |
| 94 | 22        | Raben und Schwäne       | Raven & the Swans   | 30. Apr. 2013        | 27. Okt. 2013                         | Robert Florio       | R. Scott Gemmil                | 15,79 Mio.      |
| 95 | 23        | Ein Freund wie Max      | Parley              | 7. Mai 2013          | 3. Nov. 2013                          | John P. Kousakis    | Cheo Hodari Coker              | 13,18 Mio.      |
| 96 | 24        | Vertrauenssache         | Descent             | 14. Mai 2013         | 10. Nov. 2013                         | Terrence O’Hara     | Frank Military                 | 15,59 Mio.      |
| In Mexiko erfolgt die Zündung einer Nuklearbombe. Isaak Sidirov steckt dahinter, um der Welt zu beweisen, dass seine Bomben einsatzbereit sind. Das Team versucht unter der Mithilfe von Janvier, einen Verkauf der Bomben zu überwachen, um diese dann sichern zu können. Doch aus Hass auf Callen und den NCIS verrät Janvier Sam und Deeks an Sidirov und diese werden zum Ende der Episode gefangen genommen und gefoltert, um an weitere Informationen zu kommen. Gleichzeitig fliegt auch Michelles Tarnung auf und sie stürzt bei einem Kampf mit zwei Leibwächterinnen von Sidirov aus einem Fenster eines Hochhauses. Sie kann sich jedoch an einer Plane festhalten. Die Episode endet offen. |           |                         |                     |                      |                                       |                     |                                |                 |

## Staffel 5
Die Erstausstrahlung der fünften Staffel war vom 24. September 2013 bis zum 13. Mai 2014 auf dem US-amerikanischen Sender CBS zu sehen. Die deutschsprachige Erstausstrahlung sendete der deutsche Free-TV-Sender Sat.1 vom 5. Januar bis zum 2. November 2014.
| Nr. (ges.) | Nr. (St.) | Deutscher Titel          | Originaltitel       | Erstausstrahlung USA | Deutschsprachige Erstausstrahlung (D) | Regie              | Drehbuch                               | Zuschauer (USA) |
| ---------- | --------- | ------------------------ | ------------------- | -------------------- | ------------------------------------- | ------------------ | -------------------------------------- | --------------- |
| 97         | 1         | Ein Leben für die Rache  | Ascension           | 24. Sep. 2013        | 5. Jan. 2014                          | Terrence O’Hara    | Frank Military                         | 16,17 Mio.      |
| 98         | 2         | Der Absturz              | Impact              | 1. Okt. 2013         | 12. Jan. 2014                         | Jonathan Frakes    | Sara Servi & R. Scott Gemmill          | 15,09 Mio.      |
| 99         | 3         | Omni                     | Omni                | 8. Okt. 2013         | 19. Jan. 2014                         | Larry Teng         | Kyle Harimoto                          | 14,84 Mio.      |
| 100        | 4         | Schreibers Versprechen   | Reznikov, N.        | 15. Okt. 2013        | 26. Jan. 2014                         | Tony Wharmby       | Shane Brennan                          | 14,65 Mio.      |
| 101        | 5         | Die ungeschriebene Regel | Unwritten Rule      | 22. Okt. 2013        | 2. Feb. 2014                          | Larry Teng         | Joseph C. Wilson & Jordana Lewis Jaffe | 14,92 Mio.      |
| 102        | 6         | Big Brother              | Big Brother         | 29. Okt. 2013        | 9. Feb. 2014                          | Steven DePaul      | Jordana Lewis Jaffe                    | 14,90 Mio.      |
| 103        | 7         | Der Giftzug              | The Livelong Day    | 5. Nov. 2013         | 16. Feb. 2014                         | Dennis Smith       | Joe Sachs                              | 14,76 Mio.      |
| 104        | 8         | Fallout                  | Fallout             | 12. Nov. 2013        | 23. Feb. 2014                         | Diana C. Valentine | Joseph C. Wilson                       | 14,89 Mio.      |
| 105        | 9         | Außer Kontrolle          | Recovery            | 19. Nov. 2013        | 2. März 2014                          | Paul A. Kaufman    | Gil Grant                              | 14,99 Mio.      |
| 106        | 10        | Dünnes Eis               | The Frozen Lake     | 26. Nov. 2013        | 9. März 2014                          | John P. Kousakis   | Dave Kalstein                          | 12,32 Mio.      |
| 107        | 11        | Der Menschenhändler      | Iron Curtain Rising | 10. Dez. 2013        | 16. März 2014                         | Tony Wharmby       | Jordana Lewis Jaffe                    | 15,24 Mio.      |
| 108        | 12        | Lily                     | Merry Evasion       | 17. Dez. 2013        | 23. März 2014                         | Karen Gaviola      | Kyle Harimoto                          | 15,58 Mio.      |
| 109        | 13        | Hawala                   | Allegiance          | 14. Jan. 2014        | 30. März 2014                         | Eric Laneuville    | Frank Military & Andrew Bartels        | 15,87 Mio.      |
| 110        | 14        | Die Akte Sabatino        | War Cries           | 4. Feb. 2014         | 17. Aug. 2014                         | James Hanlon       | R. Scott Gemmill                       | 16,30 Mio.      |
| 111        | 15        | Tuhon                    | Tuhon               | 25. Feb. 2014        | 24. Aug. 2014                         | Christine Moore    | Dave Kalstein                          | 13,16 Mio.      |
| 112        | 16        | Sechs Wochen Winter      | Fish Out of Water   | 4. März 2014         | 31. Aug. 2014                         | Terrence O’Hara    | Joe Sachs                              | 14,37 Mio.      |
| 113        | 17        | Zwischen den Fronten     | Between the Lines   | 18. März 2014        | 7. Sep. 2014                          | Dennis Smith       | Joseph C. Wilson                       | 14,21 Mio.      |
| 114        | 18        | Lücken im System         | Zero Days           | 25. März 2014        | 21. Sep. 2014                         | Tony Wharmby       | Andrew Bartels                         | 15,54 Mio.      |
| 115        | 19        | Vorsprung vor den Wölfen | Spoils of War       | 1. Apr. 2014         | 28. Sep. 2014                         | Frank Military     | Frank Military                         | 15,31 Mio.      |
| 116        | 20        | Wein für Millionen       | Windfall            | 8. Apr. 2014         | 5. Okt. 2014                          | Eric Pot           | Gil Grant                              | 14,56 Mio.      |
| 117        | 21        | Drei Herzen              | Three Hearts        | 15. Apr. 2014        | 12. Okt. 2014                         | Diana C. Valentine | Dave Kalstein & Kyle Harimoto          | 14,69 Mio.      |
| 118        | 22        | Die Mauer                | One More Chance     | 29. Apr. 2014        | 19. Okt. 2014                         | Tony Wharmby       | David J. North                         | 14,83 Mio.      |
| 119        | 23        | Alles für die Story      | Exposure            | 6. Mai 2014          | 26. Okt. 2014                         | Larry Teng         | R. Scott Gemmill                       | 14,11 Mio.      |
| 120        | 24        | Das Boot                 | Deep Trouble (1)    | 13. Mai 2014         | 2. Nov. 2014                          | Larry Teng         | R. Scott Gemmill                       | 14,85 Mio.      |

## Staffel 6
Die Erstausstrahlung der sechsten Staffel war vom 29. September 2014 bis zum 18. Mai 2015 auf dem US-amerikanischen Sender CBS zu sehen. Die deutschsprachige Erstausstrahlung sendete der deutsche Free-TV-Sender Sat.1 vom 4. Januar bis zum 8. November 2015.
| Nr. (ges.) | Nr. (St.) | Deutscher Titel          | Originaltitel        | Erstausstrahlung USA | Deutschsprachige Erstausstrahlung (D) | Regie               | Drehbuch                           | Zuschauer (USA) |
| ---------- | --------- | ------------------------ | -------------------- | -------------------- | ------------------------------------- | ------------------- | ---------------------------------- | --------------- |
| 121        | 1         | Die Unterwasserbombe     | Deep Trouble (2)     | 29. Sep. 2014        | 4. Jan. 2015                          | Dennis Smith        | R. Scott Gemmill                   | 9,50 Mio.       |
| 122        | 2         | Belagerungszustand       | Inelegant Heart      | 6. Okt. 2014         | 11. Jan. 2015                         | John Peter Kousakis | R. Scott Gemmill                   | 8,74 Mio.       |
| 123        | 3         | Die Dinosaurier          | Praesidium           | 13. Okt. 2014        | 18. Jan. 2015                         | Dennis Smith        | Erin Broadhurst & R. Scott Gemmill | 9,24 Mio.       |
| 124        | 4         | Eiserne Reserve          | The 3rd Choir        | 20. Okt. 2014        | 25. Jan. 2015                         | Diana C. Valentine  | Dana Scanlon & R. Scott Gemmill    | 8,78 Mio.       |
| 125        | 5         | Das schwarze Budget      | Black Budget         | 27. Okt. 2014        | 1. Feb. 2015                          | Dennis Smith        | Frank Military                     | 8,68 Mio.       |
| 126        | 6         | Der Doppelgänger         | SEAL Hunter          | 3. Nov. 2014         | 8. Feb. 2015                          | Chris O’Donnell     | Sara Servi & Frank Military        | 9,20 Mio.       |
| 127        | 7         | Kunstflug                | Leipei               | 10. Nov. 2014        | 15. Feb. 2015                         | David Rodriguez     | Kyle Harimoto                      | 8,22 Mio.       |
| 128        | 8         | Der graue Mann           | The Grey Man         | 17. Nov. 2014        | 22. Feb. 2015                         | James Hanlon        | Andrew Bartels                     | 8,82 Mio.       |
| 129        | 9         | Alte Mauern              | Traitor              | 24. Nov. 2014        | 1. März 2015                          | Eric A. Pot         | Michael Udesky & R. Scott Gemmill  | 8,82 Mio.       |
| 130        | 10        | Felsen oder Feder?       | Reign Fall           | 8. Dez. 2014         | 8. März 2015                          | Christine Moore     | Joseph C. Wilson                   | 8,73 Mio.       |
| 131        | 11        | Humbug                   | Humbug               | 15. Dez. 2014        | 15. März 2015                         | Tony Wharmby        | Kyle Harimoto & Andrew Bartels     | 9,54 Mio.       |
| 132        | 12        | Projekt Spiral           | Spiral               | 5. Jan. 2015         | 22. März 2015                         | Larry Teng          | Dave Kalstein                      | 11,90 Mio.      |
| 133        | 13        | Der Mann aus Zarzis      | In The Line Of Duty  | 19. Jan. 2015        | 29. März 2015                         | Karen Gaviola       | Tim Clemente                       | 9,65 Mio.       |
| 134        | 14        | Der Tunnel               | Black Wind           | 2. Feb. 2015         | 30. Aug. 2015                         | Dennis Smith        | Joe Sachs                          | 9,78 Mio.       |
| 135        | 15        | Gesprengte Ketten        | Forest for the Trees | 9. Feb. 2015         | 6. Sep. 2015                          | Diana C. Valentine  | Gil Grant                          | 10,35 Mio.      |
| 136        | 16        | Das Lächeln des Kriegers | Expiration Date      | 23. Feb. 2015        | 13. Sep. 2015                         | Terence Nightingall | Dave Kalstein                      | 9,83 Mio.       |
| 137        | 17        | Drei Soldaten            | Savoir Faire         | 9. März 2015         | 20. Sep. 2015                         | Eric Laneuville     | Jordana Lewis Jaffe                | 10,72 Mio.      |
| 138        | 18        | Die rollende Bombe       | Fighting Shadows     | 23. März 2015        | 27. Sep. 2015                         | Tony Wharmby        | Andrew Bartels                     | 9,39 Mio.       |
| 139        | 19        | Die Hacker               | Blaze of Glory       | 30. März 2015        | 4. Okt. 2015                          | Terrence O’Hara     | Joe Sachs                          | 9,17 Mio.       |
| 140        | 20        | Der richtige Mann        | Rage                 | 13. Apr. 2015        | 11. Okt. 2015                         | Frank Military      | Frank Military                     | 9,36 Mio.       |
| 141        | 21        | Schwarzes Gold           | Beacon               | 20. Apr. 2015        | 18. Okt. 2015                         | Diana C. Valentine  | Jordana Lewis Jaffe                | 8,83 Mio.       |
| 142        | 22        | Unter falscher Flagge    | Field of Fire        | 27. Apr. 2015        | 25. Okt. 2015                         | Robert Florio       | Gil Grant                          | 7,82 Mio.       |
| 143        | 23        | Der Tanker               | Kolcheck, A          | 11. Mai 2015         | 1. Nov. 2015                          | James Hanlon        | Joseph C. Wilson                   | 8,21 Mio.       |
| 144        | 24        | Konstantin Chernoff      | Chernoff, K          | 18. Mai 2015         | 8. Nov. 2015                          | John Peter Kousakis | Kyle Harimoto                      | 9,33 Mio.       |

## Staffel 7
Die Erstausstrahlung der siebten Staffel war vom 21. September 2015 bis zum 2. Mai 2016 auf dem US-amerikanischen Sender CBS zu sehen. Die deutschsprachige Erstausstrahlung sendete der deutsche Free-TV-Sender Sat.1 vom 3. April bis zum 16. Oktober 2016.
| Nr. (ges.) | Nr. (St.) | Deutscher Titel             | Originaltitel         | Erstausstrahlung USA | Deutschsprachige Erstausstrahlung (D) | Regie               | Drehbuch                         | Zuschauer (USA) |
| ---------- | --------- | --------------------------- | --------------------- | -------------------- | ------------------------------------- | ------------------- | -------------------------------- | --------------- |
| 145        | 1         | Katz und Maus               | Active Measures       | 21. Sep. 2015        | 3. Apr. 2016                          | John P. Kousakis    | R. Scott Gemmill                 | 7,97 Mio.       |
| 146        | 2         | Der Schattenstaat           | Citadel               | 28. Sep. 2015        | 10. Apr. 2016                         | Eric Laneuville     | Dave Kalstein                    | 7,66 Mio.       |
| 147        | 3         | Miss Diaz und ihr Chauffeur | Driving Miss Diaz     | 5. Okt. 2015         | 17. Apr. 2016                         | James Hanlon        | Andrew Bartels                   | 8,00 Mio.       |
| 148        | 4         | Der anonyme Anrufer         | Command & Control     | 12. Okt. 2015        | 24. Apr. 2016                         | Terrence O’Hara     | Kyle Harimoto                    | 7,84 Mio.       |
| 149        | 5         | Schuld daran ist Rio        | Blame It On Rio       | 19. Okt. 2015        | 1. Mai 2016                           | Dennis Smith        | R. Scott Gemmill                 | 8,77 Mio.       |
| 150        | 6         | Unter Verdacht              | Unspoken              | 2. Nov. 2015         | 8. Mai 2016                           | Diana C. Valentine  | Erin Broadhurst & Frank Military | 8,41 Mio.       |
| 151        | 7         | Wer den Bären reizt …       | An Unlocked Mind      | 9. Nov. 2015         | 22. Mai 2016                          | Chris O’Donnell     | Frank Military                   | 7,91 Mio.       |
| 152        | 8         | Schwerer Abschied           | The Long Goodbye      | 16. Nov. 2015        | 29. Mai 2016                          | John Peter Kousakis | Dave Kalstein                    | 7,91 Mio.       |
| 153        | 9         | Ein Glücksfall              | Defectors             | 23. Nov. 2015        | 5. Juni 2016                          | Dennis Smith        | Jordana Lewis Jaffe              | 7,80 Mio.       |
| 154        | 10        | Überall Feinde              | Internal Affairs      | 7. Dez. 2015         | 17. Juli 2016                         | Eric Pot            | Chad Mazero & R. Scott Gemmill   | 9,52 Mio.       |
| 155        | 11        | Die Liste der Spione        | Cancel Christmas      | 14. Dez. 2015        | 24. Juli 2016                         | Paul A. Kaufman     | Joseph C. Wilson                 | 9,22 Mio.       |
| 156        | 12        | Verstrahlt                  | Core Values           | 4. Jan. 2016         | 31. Juli 2016                         | Karen Gaviola       | Joe Sachs                        | 10,51 Mio.      |
| 157        | 13        | Silicon Beach               | Angels & Daemons      | 18. Jan. 2016        | 7. Aug. 2016                          | James Hanlon        | Andrew Bartels                   | 10,64 Mio.      |
| 158        | 14        | Die harte Lektion           | Come Back             | 25. Jan. 2016        | 14. Aug. 2016                         | Eric Laneuville     | Erin Broadhurst                  | 10,06 Mio.      |
| 159        | 15        | Die schöne Russin (1)       | Matryoshka (1)        | 8. Feb. 2016         | 21. Aug. 2016                         | Dennis Smith        | Kyle Harimoto & R. Scott Gemmill | 9,75 Mio.       |
| 160        | 16        | Russisch Roulette (2)       | Matryoshka (2)        | 22. Feb. 2016        | 28. Aug. 2016                         | Dennis Smith        | Kyle Harimoto & R. Scott Gemmill | 8,82 Mio.       |
| 161        | 17        | Der zweite Maulwurf         | Revenge Deferred      | 29. Feb. 2016        | 4. Sep. 2016                          | Rick Tunell         | Frank Military & Chad Mazero     | 7,94 Mio.       |
| 162        | 18        | Lange Leine                 | Exchange Rate         | 14. März 2016        | 11. Sep. 2016                         | Tawnia McKiernan    | Jordana Lewis Jaffe              | 8,78 Mio.       |
| 163        | 19        | Das siebte Kind             | The Seventh Child     | 21. März 2016        | 18. Sep. 2016                         | Frank Military      | Frank Military                   | 8,76 Mio.       |
| 164        | 20        | Der Mann aus Seoul          | Seoul Man             | 28. März 2016        | 25. Sep. 2016                         | Diana C. Valentine  | Joe Sachs                        | 8,90 Mio.       |
| 165        | 21        | Der Kopf der Schlange       | Head of the Snake     | 11. Apr. 2016        | 2. Okt. 2016                          | Robert Florio       | Joseph C. Wilson                 | 8,24 Mio.       |
| 166        | 22        | Jennifer Kim                | Granger, O            | 18. Apr. 2016        | 9. Okt. 2016                          | Dennis Smith        | Kyle Harimoto                    | 7,79 Mio.       |
| 167        | 23        | Kein Rauch ohne Feuer       | Where There’s Smoke … | 25. Apr. 2016        | 16. Okt. 2016                         | James Hanlon        | Andrew Bartels                   | 7,87 Mio.       |
| 168        | 24        | Wie der Vater, so der Sohn  | Talion                | 2. Mai 2016          | 16. Okt. 2016                         | John P. Kousakis    | R. Scott Gemmill                 | 8,10 Mio.       |

## Staffel 8
Die Erstausstrahlung der achten Staffel war vom 25. September 2016 bis zum 14. Mai 2017 auf dem US-amerikanischen Sender CBS zu sehen. Die deutschsprachige Erstausstrahlung der ersten 18 Folgen sendete der deutsche Free-TV-Sender Sat.1 vom 23. Januar bis 29. Mai 2017. Die restlichen Folgen wurden vom 5. bis 7. Dezember 2017 beim deutschen Pay-TV-Sender 13th Street ausgestrahlt.
| Nr. (ges.) | Nr. (St.) | Deutscher Titel        | Originaltitel              | Erstausstrahlung USA | Deutschsprachige Erstausstrahlung (D) | Regie               | Drehbuch                             | Zuschauer (USA) |
| ---------- | --------- | ---------------------- | -------------------------- | -------------------- | ------------------------------------- | ------------------- | ------------------------------------ | --------------- |
| 169        | 1         | Ein hochrangiges Ziel  | High-Value Target          | 25. Sep. 2016        | 23. Jan. 2017                         | Tawnia McKiernan    | R. Scott Gemmill                     | 10,34 Mio.      |
| 170        | 2         | Wer ist der Bauer?     | Belly of the Beast         | 25. Sep. 2016        | 30. Jan. 2017                         | Terrence O’Hara     | R. Scott Gemmill                     | 10,34 Mio.      |
| 171        | 3         | Damengambit            | The Queen’s Gambit         | 2. Okt. 2016         | 6. Feb. 2017                          | Dennis Smith        | R. Scott Gemmill                     | 11,39 Mio.      |
| 172        | 4         | Schwarzmarkt           | Black Market               | 16. Okt. 2016        | 13. Feb. 2017                         | James Hanlon        | Jordana Lewis Jaffee                 | 10,89 Mio.      |
| 173        | 5         | Noch 83 Tage …         | Ghost Gun                  | 23. Okt. 2016        | 20. Feb. 2017                         | Benny Boom          | Kyle Harimoto                        | 11,40 Mio.      |
| 174        | 6         | Carla                  | Home Is Where the Heart Is | 30. Okt. 2016        | 27. Feb. 2017                         | Eric Pot            | Joseph C. Wilson                     | 9,74 Mio.       |
| 175        | 7         | Unter Haien            | Crazy Train                | 6. Nov. 2016         | 6. März 2017                          | Diana C. Valentine  | Frank Military                       | 10,26 Mio.      |
| 176        | 8         | Um die Ecke gedacht    | Parallel Resistors         | 13. Nov. 2016        | 13. März 2017                         | Eric Laneuville     | Joe Sachs                            | 12,11 Mio.      |
| 177        | 9         | Russische Geheimnisse  | Glasnost                   | 20. Nov. 2016        | 20. März 2017                         | John P. Kousakis    | Andrew Bartels                       | 10,43 Mio.      |
| 178        | 10        | Wölfe vor der Tür      | Sirens                     | 27. Nov. 2016        | 27. März 2017                         | Jonathan Frakes     | Erin Broadhurst                      | 11,39 Mio.      |
| 179        | 11        | Die Panama-Story       | Tidings We Bring           | 18. Dez. 2016        | 3. Apr. 2017                          | James Hanlon        | Chad Mazero                          | 10,37 Mio.      |
| 180        | 12        | Der allerletzte Trumpf | Kulinda                    | 8. Jan. 2017         | 10. Apr. 2017                         | Tawnia McKiernan    | Kyle Harimoto                        | 10,41 Mio.      |
| 181        | 13        | Der Frontalangriff     | Hot Water                  | 15. Jan. 2017        | 24. Apr. 2017                         | Dennis Smith        | Anastasia Kousakis                   | 8,59 Mio.       |
| 182        | 14        | Belagerung             | Under Siege                | 29. Jan. 2017        | 1. Mai 2017                           | Ruba Nadda          | R. Scott Gemmill                     | 11,29 Mio.      |
| 183        | 15        | Lügen gehört zum Job   | Payback                    | 19. Feb. 2017        | 8. Mai 2017                           | Terrence O’Hara     | Jordana Lewis Jaffe                  | 8,61 Mio.       |
| 184        | 16        | Alte Gauner            | Old Tricks                 | 5. März 2017         | 15. Mai 2017                          | Terence Nightingall | Andrew Bartels                       | 9,46 Mio.       |
| 185        | 17        | Botschaft an Zeus      | Queen Pin                  | 12. März 2017        | 22. Mai 2017                          | Eric Laneuville     | Joseph C. Wilson                     | 9,26 Mio.       |
| 186        | 18        | Zurück zur Natur       | Getaway                    | 19. März 2017        | 29. Mai 2017                          | Tony Wharmby        | Erin Broadhurst                      | 9,10 Mio.       |
| 187        | 19        | Last Minute nach Tokio | 767                        | 26. März 2017        | 5. Dez. 2017                          | Benny Boom          | Kyle Harimoto                        | 11,17 Mio.      |
| 188        | 20        | Rhythmus im Blut       | From Havana with Love      | 9. Apr. 2017         | 5. Dez. 2017                          | Dennis Smith        | Joe Sachs                            | 9,51 Mio.       |
| 189        | 21        | Gold von gestern       | Battle Scars               | 23. Apr. 2017        | 6. Dez. 2017                          | James Whitmore Jr.  | Jordana Lewis Jaffe & Andrew Bartels | 9,44 Mio.       |
| 190        | 22        | Hettys Helden          | Golden Days                | 30. Apr. 2017        | 6. Dez. 2017                          | Ruba Nadda          | Joseph C. Wilson & Lee A. Carlisle   | 9,08 Mio.       |
| 191        | 23        | Der Atem des Todes     | Uncaged                    | 7. Mai 2017          | 7. Dez. 2017                          | Frank Military      | Frank Military                       | 9,06 Mio.       |
| 192        | 24        | Auge um Auge           | Unleashed                  | 14. Mai 2017         | 7. Dez. 2017                          | John Peter Kousakis | R. Scott Gemmill                     | 9,40 Mio.       |

## Staffel 9
Die Erstausstrahlung der neunten Staffel war vom 1. Oktober 2017 bis zum 20. Mai 2018 auf dem US-amerikanischen Sender CBS zu sehen. Die deutschsprachige Erstausstrahlung wurde vom 19. Februar bis zum 26. November 2018 beim deutschen Free-TV-Sender Sat.1 gesendet.
| Nr. (ges.) | Nr. (St.) | Deutscher Titel           | Originaltitel                   | Erstausstrahlung USA | Deutschsprachige Erstausstrahlung (D) | Regie               | Drehbuch                          | Zuschauer (USA) |
| ---------- | --------- | ------------------------- | ------------------------------- | -------------------- | ------------------------------------- | ------------------- | --------------------------------- | --------------- |
| 193        | 1         | Außer Reichweite          | Party Crashers                  | 1. Okt. 2017         | 19. Feb. 2018                         | John Peter Kousakis | R. Scott Gemmill                  | 8,95 Mio.       |
| 194        | 2         | Peruanische Blüten        | Se Murio El Payaso              | 8. Okt. 2017         | 26. Feb. 2018                         | Rick Tunell         | Kyle Harimoto                     | 8,46 Mio.       |
| 195        | 3         | Tot im Wasser             | Assets                          | 15. Okt. 2017        | 5. März 2018                          | Tawnia McKiernan    | Kyle Harimoto                     | 8,65 Mio.       |
| 196        | 4         | Byron Brown               | Plain Sight                     | 22. Okt. 2017        | 12. März 2018                         | Dennis Smith        | Joseph C. Wilson                  | 8,18 Mio.       |
| 197        | 5         | Mein Name ist Finn        | Mountebank                      | 29. Okt. 2017        | 19. März 2018                         | Terrence O’Hara     | Jordana Lewis Jaffe               | 7,50 Mio.       |
| 198        | 6         | Faule Äpfel               | Can I Get A Witness?            | 5. Nov. 2017         | 26. März 2018                         | James Hanlon        | Chad Mazero                       | 8,03 Mio.       |
| 199        | 7         | Das Silo                  | The Silo                        | 12. Nov. 2017        | 9. Apr. 2018                          | James Whitmore Jr.  | Frank Military                    | 7,86 Mio.       |
| 200        | 8         | Ein schwerer Start        | This Is What We Do              | 19. Nov. 2017        | 16. Apr. 2018                         | John Peter Kousakis | R. Scott Gemmill                  | 6,95 Mio.       |
| 201        | 9         | Die Wahrheit kommt später | Fool Me Twice                   | 26. Nov. 2017        | 23. Apr. 2018                         | Benny Boom          | Andrew Bartels                    | 7,64 Mio.       |
| 202        | 10        | Forasteira                | Forasteira                      | 10. Dez. 2017        | 30. Apr. 2018                         | Eric Pot            | Erin Broadhurst                   | 7,53 Mio.       |
| 203        | 11        | Der Teufelskreis          | All is Bright                   | 17. Dez. 2017        | 7. Mai 2018                           | Ruba Nadda          | Chad Mazero                       | 7,21 Mio.       |
| 204        | 12        | Napalm                    | Under Pressure                  | 7. Jan. 2018         | 14. Mai 2018                          | Diana C. Valentine  | Joe Sachs                         | 7,87 Mio.       |
| 205        | 13        | Mehr Leben als eine Katze | Các Tù Nhân                     | 14. Jan. 2018        | 28. Mai 2018                          | James Hanlon        | R. Scott Gemmill                  | 9,12 Mio.       |
| 206        | 14        | Der Tiger ist hungrig     | Goodbye, Vietnam                | 11. März 2018        | 4. Juni 2018                          | John P. Kousakis    | R. Scott Gemmill                  | 8,03 Mio.       |
| 207        | 15        | Die alte Eiche            | Liabilities                     | 18. März 2018        | 11. Juni 2018                         | Lily Mariye         | Kyle Harimoto                     | 8,02 Mio.       |
| 208        | 16        | Der richtige Tausch       | Warriors of Peace               | 25. März 2018        | 1. Okt. 2018                          | Terence Nightingall | Andrew Bartels                    | 8,58 Mio.       |
| 209        | 17        | Werkstatt des Grauens     | The Monster                     | 1. Apr. 2018         | 8. Okt. 2018                          | Dennis Smith        | Adam George Key & Frank Military  | 7,12 Mio.       |
| 210        | 18        | Rache auf Russisch        | Vendetta                        | 8. Apr. 2018         | 15. Okt. 2018                         | James Whitmore Jr.  | Jordana Lewis Jaffe               | 8,14 Mio.       |
| 211        | 19        | Switch ist wieder da      | Outside the Lines               | 22. Apr. 2018        | 22. Okt. 2018                         | Suzanne Saltz       | Joseph C. Wilson                  | 7,57 Mio.       |
| 212        | 20        | Trümmer im Wald           | Reentry                         | 29. Apr. 2018        | 29. Okt. 2018                         | Eric Pot            | Lee A. Carlisle & Andrew Bartels  | 7,62 Mio.       |
| 213        | 21        | Das langsame Gift         | Where Everybody Knows Your Name | 6. Mai 2018          | 5. Nov. 2018                          | Rick Tunell         | Chad Mazero & Jordana Lewis Jaffe | 7,71 Mio.       |
| 214        | 22        | Die Frage                 | Venganza                        | 13. Mai 2018         | 12. Nov. 2018                         | Yangzom Brauen      | Erin Broadhurst & Kyle Harimoto   | 7,32 Mio.       |
| 215        | 23        | Alles oder nichts         | A Line in the Sand              | 20. Mai 2018         | 19. Nov. 2018                         | Frank Military      | Frank Military                    | 7,82 Mio.       |
| 216        | 24        | Ausweglos                 | Ninguna Salida                  | 20. Mai 2018         | 26. Nov. 2018                         | John Peter Kousakis | Joe Sachs & R. Scott Gemmill      | 7,82 Mio.       |

## Staffel 10
Die Erstausstrahlung der zehnten Staffel ist seit dem 30. September 2018 beim US-amerikanischen Sender CBS zu sehen. Die deutschsprachige Erstausstrahlung sendete der Schweizer Free-TV-Sender TV24 vom 6. Januar bis zum 8. Dezember 2019.
| Nr. (ges.) | Nr. (St.) | Deutscher Titel              | Originaltitel             | Erstausstrahlung USA | Deutschsprachige Erstausstrahlung (CH) | Regie               | Drehbuch                         | Zuschauer (USA) |
| ---------- | --------- | ---------------------------- | ------------------------- | -------------------- | -------------------------------------- | ------------------- | -------------------------------- | --------------- |
| 217        | 1         | Leben und Sterben in Mexiko  | To Live and Die in Mexico | 30. Sep. 2018        | 6. Jan. 2019                           | Frank Military      | Frank Military                   | 8,75 Mio.       |
| 218        | 2         | Unbesiegbar                  | Superhuman                | 7. Okt. 2018         | 13. Jan. 2019                          | Dennis Smith        | Kyle Harimoto                    | 7,54 Mio.       |
| 219        | 3         | Der Prinz                    | The Prince                | 14. Okt. 2018        | 20. Jan. 2019                          | Lily Mariye         | Andrew Bartels                   | 7,63 Mio.       |
| 220        | 4         | Die Todesliste               | Hit List                  | 21. Okt. 2018        | 27. Jan. 2019                          | Eric Pot            | R. Scott Gemmill                 | 8,35 Mio.       |
| 221        | 5         | Tiffany                      | Pro Se                    | 28. Okt. 2018        | 3. Feb. 2019                           | Benny Boom          | Jordana Lewis Jaffe              | 7,19 Mio.       |
| 222        | 6         | Los Asesinos                 | Asesinos                  | 4. Nov. 2018         | 10. Feb. 2019                          | Terrence O’Hara     | R. Scott Gemmill                 | 7,04 Mio.       |
| 223        | 7         | Einer von uns                | One of Us                 | 11. Nov. 2018        | 17. Feb. 2019                          | Dennis Smith        | Kyle Harimoto                    | 6,85 Mio.       |
| 224        | 8         | Der schmale Grat             | The Patton Project        | 18. Nov. 2018        | 24. Feb. 2019                          | Ruba Nadda          | Frank Military                   | 7,22 Mio.       |
| 225        | 9         | Überläufer                   | A Diamond in the Rough    | 25. Nov. 2018        | 3. März 2019                           | James Hanlon        | Chad Mazero                      | 7,20 Mio.       |
| 226        | 10        | Das geheime Fach             | Heist                     | 9. Dez. 2018         | 10. März 2019                          | Yangzom Brauen      | Jordana Lewis Jaffe              | 7,50 Mio.       |
| 227        | 11        | Filmriss                     | Joyride                   | 16. Dez. 2018        | 17. März 2019                          | Tawnia McKiernan    | Erin Broadhurst                  | 7,21 Mio.       |
| 228        | 12        | Lautlose Gefahr              | The Sound of Silence      | 6. Jan. 2019         | 24. März 2019                          | Terence Nightingall | Joe Sachs                        | 7,59 Mio.       |
| 229        | 13        | Der letzte Anruf             | Better Angels             | 13. Jan. 2019        | 31. März 2019                          | Diana Valentine     | Frank Military                   | 8,31 Mio.       |
| 230        | 14        | Niemand ist sicher           | Smokescreen               | 27. Jan. 2019        | 7. Apr. 2019                           | Dennis Smith        | Andrew Bartels                   | 6,75 Mio.       |
| 231        | 15        | Stadt der Engel              | Smokescreen, Part II      | 17. Feb. 2019        | 6. Okt. 2019                           | Sherwin Shilati     | Matt Klafter & Kyle Harimoto     | 6,74 Mio.       |
| 232        | 16        | Ikande                       | Into the Breach           | 3. März 2019         | 13. Okt. 2019                          | James Hanlon        | Lee A. Carlisle                  | 6,97 Mio.       |
| 233        | 17        | Hochzeit mit Hindernissen    | Till Death Do Us Part     | 17. März 2019        | 20. Okt. 2019                          | Tony Wharmby        | R. Scott Gemmill                 | 8,47 Mio.       |
| 234        | 18        | Kein Gefühl                  | Born to Run               | 24. März 2019        | 27. Okt. 2019                          | Lily Mariye         | Jordana Lewis Jaffe              | 7,16 Mio.       |
| 235        | 19        | Der Schuss ins Bein          | Searching                 | 31. März 2019        | 3. Nov. 2019                           | Terrence O’Hara     | Adam George Key & Kyle Harimoto  | 7,50 Mio.       |
| 236        | 20        | Nachtflug nach San Francisco | Choke Point               | 14. Apr. 2019        | 10. Nov. 2019                          | James Whitmore Jr.  | Joe Sachs & R. Scott Gemmill     | 6,79 Mio.       |
| 237        | 21        | Lunte und Pulverfass         | The One That Got Away     | 28. Apr. 2019        | 10. Nov. 2019                          | Eric Pot            | Andrew Bartels & Erin Broadhurst | 5,66 Mio.       |
| 238        | 22        | Keine Geheimnisse mehr       | No More Secrets           | 5. Mai 2019          | 24. Nov. 2019                          | Yangzom Brauen      | Andrew Bartels & Erin Broadhurst | 4,95 Mio.       |
| 239        | 23        | Killer an Bord               | The Guardian              | 12. Mai 2019         | 1. Dez. 2019                           | John P. Kousakis    | R. Scott Gemmill                 | 5,98 Mio.       |
| 240        | 24        | Sieben Minuten               | False Flag                | 19. Mai 2019         | 8. Dez. 2019                           | Dennis Smith        | Frank Military                   | 5,28 Mio.       |

## Staffel 11
Die Erstausstrahlung der elften Staffel war vom 29. September 2019 bis zum 26. April 2020 beim US-amerikanischen Sender CBS zu sehen. Die deutschsprachige Erstausstrahlung wurde vom 3. Januar bis zum 4. Dezember 2020 beim Schweizer Free-TV-Sender 3+ gesendet. Die Episoden 13 bis 16 wurden vom 6. bis zum 27. Oktober 2020 beim deutschen Free-TV-Sender Sat.1 erstgesendet.
| Nr. (ges.) | Nr. (St.) | Deutscher Titel             | Originaltitel            | Erstausstrahlung USA | Deutschsprachige Erstausstrahlung (CH/D) | Regie               | Drehbuch                                                                  | Zuschauer (USA) |
| ---------- | --------- | --------------------------- | ------------------------ | -------------------- | ---------------------------------------- | ------------------- | ------------------------------------------------------------------------- | --------------- |
| 241        | 1         | Schicksalsentscheidung      | Let Fate Decide          | 29. Sep. 2019        | 3. Jan. 2020                             | Christine Moore     | Kyle Harimoto                                                             | 6,44 Mio.       |
| 242        | 2         | Der Lockvogel               | Decoy                    | 6. Okt. 2019         | 10. Jan. 2020                            | Dennis Smith        | Kyle Harimoto                                                             | 6,70 Mio.       |
| 243        | 3         | Der letzte Versuch          | Hail Mary                | 13. Okt. 2019        | 17. Jan. 2020                            | Benny Boom          | R. Scott Gemmill & Frank Military                                         | 6,63 Mio.       |
| 244        | 4         | Das Virus                   | Yellow Jack              | 20. Okt. 2019        | 24. Jan. 2020                            | Terrence O’Hara     | Andrew Bartels                                                            | 6,40 Mio.       |
| 245        | 5         | Der Kubus                   | Provenance               | 27. Okt. 2019        | 31. Jan. 2020                            | Lily Mariye         | Jordana Lewis Jaffe                                                       | 6,09 Mio.       |
| 246        | 6         | Ein verflucht guter Plan    | A Bloody Brilliant Plan  | 3. Nov. 2019         | 7. Feb. 2020                             | Terence Nightingall | Frank Military Idee: Terence Nightingall, Kate D. Martin & Frank Military | 5,71 Mio.       |
| 247        | 7         | Kunst auf vier Rädern       | Concours D’Elegance      | 10. Nov. 2019        | 14. Feb. 2020                            | Yangzom Brauen      | Lee A. Carlisle                                                           | 6,04 Mio.       |
| 248        | 8         | Seals im Visier             | Human Resources          | 17. Nov. 2019        | 21. Feb. 2020                            | James Hanlon        | Joe Sachs                                                                 | 6,51 Mio.       |
| 249        | 9         | Kill Beale Vol. 1           | Kill Beale Vol. 1        | 24. Nov. 2019        | 28. Feb. 2020                            | Eric A. Pot         | Samantha Chasse & R. Scott Gemmill                                        | 6,35 Mio.       |
| 250        | 10        | Mutter                      | Mother                   | 1. Dez. 2019         | 6. März 2020                             | Dennis Smith        | Eric Christian Olsen & Babar Peerzada                                     | 6,42 Mio.       |
| 251        | 11        | Antworten                   | Answers                  | 8. Dez. 2019         | 13. März 2020                            | Frank Military      | Kyle Harimoto                                                             | 6,42 Mio.       |
| 252        | 12        | Eine verhängnisvolle Affäre | Groundwork               | 5. Jan. 2020         | 20. März 2020                            | Benny Boom          | Erin Broadhurst                                                           | 5,72 Mio.       |
| 253        | 13        | High Society                | High Society             | 12. Jan. 2020        | 6. Okt. 2020                             | John Peter Kousakis | Chad Mazero                                                               | 6,37 Mio.       |
| 254        | 14        | Chinesisches Geld           | Commitment Issues        | 16. Feb. 2020        | 13. Okt. 2020                            | James Hanlon        | Jordana Lewis Jaffe                                                       | 6,05 Mio.       |
| 255        | 15        | Die Auktion                 | The Circle               | 23. Feb. 2020        | 20. Okt. 2020                            | Diana C. Valentine  | Andrew Bartels                                                            | 6,20 Mio.       |
| 256        | 16        | Im Tunnel                   | Alsiyadu                 | 1. März 2020         | 27. Okt. 2020                            | Dennis Smith        | R. Scott Gemmill                                                          | 6,49 Mio.       |
| 257        | 17        | Allein auf der Flucht       | Watch Over Me            | 8. März 2020         | 30. Okt. 2020                            | Dan Liu             | Kyle Harimoto                                                             | 6,56 Mio.       |
| 258        | 18        | Lücken in der Zeit          | Missing Time             | 22. März 2020        | 6. Nov. 2020                             | Yangzom Brauen      | Andrew Bartels                                                            | 7,44 Mio.       |
| 259        | 19        | Die Hand im Sand            | Fortune Favors the Brave | 29. März 2020        | 13. Nov. 2020                            | Eric A. Pot         | R. Scott Gemmill                                                          | 7,01 Mio.       |
| 260        | 20        | Urlaub fast zu Hause        | Knock Down               | 12. Apr. 2020        | 20. Nov. 2020                            | Tony Wharmby        | Jordana Lewis Jaffe                                                       | 6,77 Mio.       |
| 261        | 21        | Krähen vergessen nicht      | Murder of Crows          | 19. Apr. 2020        | 27. Nov. 2020                            | Suzanne Saltz       | Chad Mazero                                                               | 6,89 Mio.       |
| 262        | 22        | Willkommen in Kandahar      | Code of Conduct          | 26. Apr. 2020        | 4. Dez. 2020                             | Frank Military      | Frank Military                                                            | 5,26 Mio.       |

## Staffel 12
Die Erstausstrahlung der zwölften Staffel war vom 8. November 2020 bis zum 23. Mai 2021 beim US-amerikanischen Sender CBS zu sehen. Die deutschsprachige Erstausstrahlung wurde vom 7. April bis zum 26. November 2021 beim Schweizer Free-TV-Sender 3+ gesendet. Folge 7 wurde am 27. Mai 2021 beim deutschen Free-TV-Sender Sat.1 erstgesendet.
| Nr. (ges.) | Nr. (St.) | Deutscher Titel            | Originaltitel              | Erstausstrahlung USA | Deutschsprachige Erstausstrahlung (CH/D) | Regie            | Drehbuch                                    | Zuschauer (USA) |
| ---------- | --------- | -------------------------- | -------------------------- | -------------------- | ---------------------------------------- | ---------------- | ------------------------------------------- | --------------- |
| 263        | 1         | Der Bär ist gelandet       | The Bear                   | 8. Nov. 2020         | 7. Apr. 2021                             | Dennis Smith     | R. Scott Gemmill                            | 6,35 Mio.       |
| 264        | 2         | Die Wahrheit               | War Crimes                 | 15. Nov. 2020        | 14. Apr. 2021                            | Yangzom Brauen   | Jordana Lewis Jaffe                         | 6,11 Mio.       |
| 265        | 3         | Karen – Die Geheimwaffe    | Angry Karen                | 22. Nov. 2020        | 21. Apr. 2021                            | Dennis Smith     | R. Scott Gemmill                            | 5,60 Mio.       |
| 266        | 4         | Cash Flow                  | Cash Flow                  | 6. Dez. 2020         | 28. Apr. 2021                            | Yangzom Brauen   | Kyle Harimoto                               | 4,56 Mio.       |
| 267        | 5         | Auferstanden               | Raising the Dead           | 6. Dez. 2020         | 5. Mai 2021                              | Terrence O’Hara  | Frank Military                              | 3,86 Mio.       |
| 268        | 6         | Die Stimme des Engels      | If the Fates Allow         | 13. Dez. 2020        | 12. Mai 2021                             | Dan Liu          | Andrew Bartels                              | 6,04 Mio.       |
| 269        | 7         | Höchste Zeit               | Overdue                    | 3. Jan. 2021         | 27. Mai 2021                             | Terrence O’Hara  | Chad Mazero                                 | 5,73 Mio.       |
| 270        | 8         | Liebe ist tödlich          | Love Kills                 | 10. Jan. 2021        | 17. Sep. 2021                            | Dan Liu          | R. Scott Gemmill                            | 5,89 Mio.       |
| 271        | 9         | Superdollar                | A Fait Accompli            | 17. Jan. 2021        | 24. Sep. 2021                            | Eric Pot         | Matt Klafter & Kyle Harimoto                | 5,57 Mio.       |
| 272        | 10        | Hannas Hausregeln          | The Frogman’s Daughter     | 14. Feb. 2021        | 1. Okt. 2021                             | Tawnia McKiernan | Indira Gibson Wilson & Jordana Lewis Jaffee | 6,15 Mio.       |
| 273        | 11        | Russische Methoden         | Russia, Russia, Russia     | 21. Feb. 2021        | 8. Okt. 2021                             | Daniela Ruah     | R. Scott Gemmill                            | 5,92 Mio.       |
| 274        | 12        | Blutige Drohungen          | Can’t Take my Eyes Off You | 28. Feb. 2021        | 15. Okt. 2021                            | Tawnia McKiernan | Lee A. Carlisle                             | 5,83 Mio.       |
| 275        | 13        | Alte Freundinnen           | Red Rover, Red Rover       | 28. März 2021        | 22. Okt. 2021                            | Terrence O’Hara  | Andrew Bartels                              | 5,57 Mio.       |
| 276        | 14        | Die Schule der Mörderinnen | The Noble Maidens          | 4. Apr. 2021         | 29. Okt. 2021                            | James Hanlon     | Chad Mazero & R. Scott Gemmill              | 5,55 Mio.       |
| 277        | 15        | Der Geist in der Maschine  | Imposter Syndrome          | 2. Mai 2021          | 5. Nov. 2021                             | Eric Pot         | Samantha Chasse                             | 5,61 Mio.       |
| 278        | 16        | Siennas Story              | Signs of Change            | 9. Mai 2021          | 12. Nov. 2021                            | Dennis Smith     | Indira Gibson Wilson & Jordana Lewis Jaffee | 5,60 Mio.       |
| 279        | 17        | Verbrannte Finger          | Through The Looking Glass  | 16. Mai 2021         | 19. Nov. 2021                            | Frank Military   | Frank Military                              | 5,85 Mio.       |
| 280        | 18        | Zwei Igors                 | A Tale of Two Igors        | 23. Mai 2021         | 26. Nov. 2021                            | John P. Kousakis | Kyle Harimoto & R. Scott Gemmill            | 6,18 Mio.       |

## Staffel 13
Die Erstausstrahlung der dreizehnten Staffel war vom 10. Oktober 2021 bis zum 22. Mai 2022 beim US-amerikanischen Sender CBS zu sehen. In der Schweiz begann die deutschsprachige Erstausstrahlung ab dem 2. September 2022 beim Schweizer Free-TV-Sender 3+, in Deutschland ab dem 6. September 2022 beim deutschen Free-TV-Sender Sat.1. Die letzten drei Folgen wurden am 20. und 21. Dezember 2022 beim deutschen Pay-TV-Sender 13th Street in deutscher Erstausstrahlung gesendet.
| Nr. (ges.) | Nr. (St.) | Deutscher Titel            | Originaltitel             | Erstausstrahlung USA | Deutschsprachige Erstausstrahlung (CH/D) | Regie                | Drehbuch                            | Zuschauer (USA) |
| ---------- | --------- | -------------------------- | ------------------------- | -------------------- | ---------------------------------------- | -------------------- | ----------------------------------- | --------------- |
| 281        | 1         | Testperson 17              | Subject 17                | 10. Okt. 2021        | 2. Sep. 2022                             | Dennis Smith         | R. Scott Gemmill                    | 5,85 Mio.       |
| 282        | 2         | Fukushu                    | Fukushu                   | 17. Okt. 2021        | 9. Sep. 2022                             | Dennis Smith         | Kyle Harimoto                       | 5,62 Mio.       |
| 283        | 3         | Eine Frage des Vertrauens  | Indentured                | 24. Okt. 2021        | 16. Sep. 2022                            | Eric Pot             | Frank Military                      | 5,78 Mio.       |
| 284        | 4         | Herzliches Beileid         | Sorry For Your Loss       | 31. Okt. 2021        | 23. Sep. 2022                            | Eric Pot             | Chad Mazero                         | 5,07 Mio.       |
| 285        | 5         | Das perfekte Opfer         | Divided We Fall           | 7. Nov. 2021         | 30. Sep. 2022                            | Terrence Nightingall | Andrew Bartels                      | 5,37 Mio.       |
| 286        | 6         | Bis Sonnenuntergang        | Sundown                   | 21. Nov. 2021        | 7. Okt. 2022                             | Suzanne Saltz        | Lee A. Carlisle                     | 5,21 Mio.       |
| 287        | 7         | Falsche Hilfe              | Lost Soldier Down         | 2. Jan. 2022         | 14. Okt. 2022                            | Daniela Ruah         | Indira Wilson                       | 5,17 Mio.       |
| 288        | 8         | Die Miliz                  | A Land of Wolves          | 9. Jan. 2022         | 21. Okt. 2022                            | Tawnia McKiernan     | Justin Kohlas & Adam George Key     | 5,30 Mio.       |
| 289        | 9         | Incels                     | Under the Influence       | 27. Jan. 2022        | 28. Okt. 2022                            | John P. Kousakis     | Anastasia Kousakis                  | 5,53 Mio.       |
| 290        | 10        | Des Teufels Zorn           | Where Loyalties Lie       | 6. März 2022         | 4. Nov. 2022                             | Tawnia McKiernan     | Matt Klafter                        | 5,45 Mio.       |
| 291        | 11        | Das Drona-Projekt          | All The Little Things     | 13. März 2022        | 11. Nov. 2022                            | Terrence O’Hara      | R. Scott Gemmill                    | 5,34 Mio.       |
| 292        | 12        | Der Schwarm                | Murmuration               | 20. März 2022        | 18. Nov. 2022                            | James Hanlon         | Samantha Meese                      | 5,60 Mio.       |
| 293        | 13        | Wie einen Sohn             | Bonafides                 | 27. März 2022        | 18. Nov. 2022                            | Terrence O’Hara      | Kyle Harimoto                       | 5,21 Mio.       |
| 294        | 14        | Der Franzose               | Pandora's Box             | 27. März 2022        | 25. Nov. 2022                            | Daniela Ruah         | Chad Mazero & Lee A. Carlisle       | 4,91 Mio.       |
| 295        | 15        | Männlich, jung, schwarz    | Perception                | 10. Apr. 2022        | 2. Dez. 2022                             | Benny Boom           | Faythallegrea Claude                | 5,26 Mio.       |
| 296        | 16        | Sergeant Boomer            | MWD                       | 17. Apr. 2022        | 9. Dez. 2022                             | Suzanne Saltz        | Rquote. Scott Gemmill               | 5,64 Mio.       |
| 297        | 17        | Genesis                    | Genesis                   | 24. Apr. 2022        | 9. Dez. 2022                             | John P. Kousakis     | Andrew Bartels                      | 5,65 Mio.       |
| 298        | 18        | Der Ausflug                | Hard For The Money        | 1. Mai 2022          | 16. Dez. 2022                            | Rick Tunell          | Matt Klafter & Indira Gibson Wilson | 5,21 Mio.       |
| 299        | 19        | Grüße an den Teufel        | Live Free or Die Standing | 1. Mai 2022          | 16. Dez. 2022                            | Daniela Ruah         | Eric Christian Olsen                | 5,19 Mio.       |
| 300        | 20        | Arbeit und Familie         | Work & Family             | 8. Mai 2022          | 20. Dez. 2022                            | Dennis Smith         | R. Scott Gemmill                    | 5,18 Mio.       |
| 301        | 21        | Der beste Partner der Welt | Down the Rabbit Hole      | 15. Mai 2022         | 21. Dez. 2022                            | Frank Military       | Frank Military                      | 5,33 Mio.       |
| 302        | 22        | Alle am Strand             | Come Together             | 22. Mai 2022         | 21. Dez. 2022                            | John P. Kousakis     | Kyle Harimoto                       | 4,44 Mio.       |

## Staffel 14
Die Erstausstrahlung der vierzehnten Staffel wurde vom 9. Oktober 2022 bis zum 21. Mai 2023 beim US-amerikanischen Sender CBS gesendet, die gleichzeitig auch die letzte war. Die Erstausstrahlung der zehnten Folge fand im Zuge des Dreier-Crossovers mit Navy CIS und Navy CIS: Hawaiʻi am 9. Mai 2023 beim deutschen Streamingdienst Joyn statt. Dort wurden vom 15. August bis 7. November 2023 die weiteren Folgen gezeigt. Das zweiteilige Staffelfinale wurde am 17. und 24. November 2023 beim Schweizer Sender 5+ gesendet.
| Nr. (ges.) | Nr. (St.) | Deutscher Titel           | Originaltitel           | Erstausstrahlung USA | Deutschsprachige Erstausstrahlung (D) | Regie               | Drehbuch                                   | Zuschauer (USA) |
| ---------- | --------- | ------------------------- | ----------------------- | -------------------- | ------------------------------------- | ------------------- | ------------------------------------------ | --------------- |
| 303        | 1         | Game of Drones            | Game of Drones          | 9. Okt. 2022         | 15. Aug. 2023                         | Kevin Berlandi      | R. Scott Gemmill                           | 4,33 Mio.       |
| 304        | 2         | Die Architekten           | Of Value                | 16. Okt. 2022        | 15. Aug. 2023                         | Diana C. Valentine  | Kyle Harimoto                              | 4,07 Mio.       |
| 305        | 3         | Die Body-Stitcher         | The Body Stitchers      | 23. Okt. 2022        | 22. Aug. 2023                         | Suzanne Saltz       | Adam G. Key & Frank Military               | 3,95 Mio.       |
| 306        | 4         | Fehler im System          | Dead Stick              | 30. Okt. 2022        | 22. Aug. 2023                         | Dennis Smith        | Lee A. Carlisle                            | 5,03 Mio.       |
| 307        | 5         | Bagels am Abend           | Flesh & Blood           | 6. Nov. 2022         | 29. Aug. 2023                         | Daniela Ruah        | Chad Mazero                                | 3,56 Mio.       |
| 308        | 6         | Die verfluchte Insel      | Glory of the Sea        | 13. Nov. 2022        | 29. Aug. 2023                         | Terence Nightingall | Faythallegra Claude                        | 4,03 Mio.       |
| 309        | 7         | Nur die Starken überleben | Survival of The Fittest | 20. Nov. 2022        | 5. Sep. 2023                          | Eric A. Pot         | Andrew Bartels                             | 3,93 Mio.       |
| 310        | 8         | Flammenzeichen            | Let It Burn             | 27. Nov. 2022        | 5. Sep. 2023                          | Rick Tunell         | Indira Gibson Wilson                       | 4,03 Mio.       |
| 311        | 9         | Damals in Malta           | Blood Bank              | 8. Jan. 2023         | 12. Sep. 2023                         | Benny Boom          | Samantha Chasse                            | 4,56 Mio.       |
| 312        | 10        | Willkommen in Hollywood   | A Long Time Coming      | 9. Jan. 2023         | 9. Mai 2023                           | Dennis Smith        | R. Scott Gemmill                           | 6,80 Mio.       |
| 313        | 11        | Bestseller                | Best Seller             | 15. Jan. 2023        | 12. Sep. 2023                         | James Hanlon        | Kyle Harimoto                              | 4,71 Mio.       |
| 314        | 12        | Angst und Ehre            | In the Name of Honor    | 19. Feb. 2023        | 19. Sep. 2023                         | Dan Liu             | Matt Klafter                               | 3,47 Mio.       |
| 315        | 13        | Ein nobles Anliegen       | A Farewell to Arms      | 26. Feb. 2023        | 19. Sep. 2023                         | John P. Kousakis    | Chad Mazero                                | 4,53 Mio.       |
| 316        | 14        | Alles was zählt           | Shame                   | 5. März 2023         | 3. Okt. 2023                          | Daniela Ruah        | Sam Block & Jamil Akim O’Quinn             | 4,28 Mio.       |
| 317        | 15        | Der gute Kampf            | The Other Shoe          | 19. März 2023        | 10. Okt. 2023                         | Eric Wilson         | Lee A. Carlisle & Justin Kohlas            | 3,95 Mio.       |
| 318        | 16        | Schlafende Hunde          | Sleeping Dogs           | 26. März 2023        | 17. Okt. 2023                         | Gonzalo Amat        | Andrew Bartels                             | 4,24 Mio.       |
| 319        | 17        | Ein Fall für Daisy        | Maybe Today             | 16. Apr. 2023        | 24. Okt. 2023                         | Eric A. Pot         | Samantha Chasse & Matt Klafter             | 4,30 Mio.       |
| 320        | 18        | Motten                    | Sensu Lato              | 23. Apr. 2023        | 31. Okt. 2023                         | Kevin Berlandi      | Faythallegra Claude & Indira Gibson Wilson | 4,26 Mio.       |
| 321        | 19        | Wir sind viele            | The Reckoning           | 7. Mai 2023          | 7. Nov. 2023                          | Frank Military      | Frank Military                             | 4,49 Mio.       |
| 322        | 20        | Neuanfänge (Teil 1)       | New Beginnings          | 14. Mai 2023         | 17. Nov. 2023                         | John Peter Kousakis | Kyle Harimoto & R. Scott Gemmill           | 4,15 Mio.       |
| 323        | 21        | Neuanfänge (Teil 2)       | New Beginnings, Part 2  | 21. Mai 2023         | 24. Nov. 2023                         | John Peter Kousakis | Kyle Harimoto & R. Scott Gemmill           | 5,24 Mio.       |